# Лодзь
Лодзь (пол. Łódź, нім. Lodz, Lodsch) — місто в центральній Польщі, центр Лодзинського воєводства. Є центром польської електронної промисловості. Засноване в XIII столітті, статус міста з 1423 року.
У 1945—1948 роках Лодзь фактично виконувала функції столиці Польщі в умовах практично повного руйнування Варшави. Ще в 1990-х роках Лодзь була другим за чисельністю населення містом Польщі після Варшави, проте в 2000-ні роки поступилася Кракову. На гербі міста зображено човен (польською мовою łódź), що натякає на назву міста.
Колись Лодзь була невеликим поселенням, яке вперше з'явилося в записах XIV століття. 1423 року польський король Владислав II Ягайло надав їй міські права, і вона залишлася приватним містом куявських єпископів і духовенства до кінця XVIII століття. Друга промислова революція принесла швидке зростання текстильного виробництва та населення завдяки притоку мігрантів, зокрема німців та євреїв. З моменту індустріалізації цього району місто боролося з багатонаціоналізмом та соціальною нерівністю, як задокументовано в романі лауреата Нобелівської премії Владислава Реймонта «Земля обітована». На архітектурі міста значною мірою відбилися контрасти, де розкішні особняки співіснували з заводами з червоної цегли та напівзруйнованими багатоквартирними будинками.
Розвиток промисловості та демографічний сплеск зробили Лодзь одним із найбільших міст Польщі. У добу німецької окупації під час Другої світової війни Лодзь була ненадовго перейменована в Ліцманнштадт на честь Карла Ліцманна. Більша частина єврейського населення міста була вигнана в зону, відому як Лодзинське гето, звідки її відправили до німецьких концентраційних таборів і таборів смерті. У 1945 місто стало тимчасовим центром влади Польщі.
Після 1989 Лодзь пережила різкий демографічний та економічний спад. Лише у 2010-х почав відроджуватися занедбаний центр міста.
Лодзь входить до рейтингу Globalization and World Cities Research Network за рівнем глобального впливу «Достаток» і відома на весь світ своєю Національною кіношколою, колискою найвідоміших польських акторів і режисерів, включаючи Анджея Вайду та Романа Полянського. 2017 року місто було включено до Мережі творчих міст ЮНЕСКО і назване ЮНЕСКО містом кіно.

## Назва і топоніміка
Польська назва міста, Łódź, перекладається як «човен». Немає одностайного консенсусу щодо його точного походження, але популярні теорії пов'язують його із середньовічним селом Лодзья та нині каналізованою річкою Łódka, на якій було засновано сучасне місто. Можливо, воно також походить від терміна łoza, що позначає вербу, та власного старопольського імені Włodzisław.

## Клімат
Місто розташоване у зоні, котра характеризується морським кліматом. Найтепліший місяць — липень із середньою температурою 17,2 °C. Найхолодніший місяць — січень, із середньою температурою −2,2 °С.
| Клімат Лодзі            | Клімат Лодзі | Клімат Лодзі | Клімат Лодзі | Клімат Лодзі | Клімат Лодзі | Клімат Лодзі | Клімат Лодзі | Клімат Лодзі | Клімат Лодзі | Клімат Лодзі | Клімат Лодзі | Клімат Лодзі | Клімат Лодзі |
| Показник                | Січ.         | Лют.         | Бер.         | Квіт.        | Трав.        | Черв.        | Лип.         | Серп.        | Вер.         | Жовт.        | Лист.        | Груд.        | Рік          |
| Абсолютний максимум, °C | 11           | 16           | 23           | 27           | 30           | 31           | 36           | 36           | 30           | 24           | 16           | 18           | 36           |
| Середній максимум, °C   | 0            | 1            | 6            | 11           | 17           | 20           | 21           | 21           | 17           | 12           | 5            | 1            | 11           |
| Середня температура, °C | −2           | −1           | 3            | 7            | 13           | 16           | 17           | 17           | 13           | 8            | 3            | 0            | 8            |
| Середній мінімум, °C    | −4           | −3           | 0            | 3            | 8            | 11           | 12           | 12           | 9            | 5            | 0            | −1           | 4            |
| Абсолютний мінімум, °C  | −30          | −27          | −15          | −7           | −2           | 1            | 5            | 5            | 0            | −6           | −16          | −18          | −30          |
| Норма опадів, мм        | 40           | 30           | 30           | 40           | 50           | 80           | 70           | 80           | 50           | 40           | 50           | 50           | 610          |
| Днів з опадами          | 21           | 17           | 16           | 14           | 14           | 13           | 15           | 12           | 13           | 14           | 18           | 21           | 188          |
| Днів з дощем            | 9            | 8            | 11           | 12           | 14           | 13           | 15           | 12           | 13           | 14           | 14           | 14           | 149          |
| Днів зі снігом          | 15           | 11           | 8            | 3            | 0            | 0            | 0            | 0            | 0            | 1            | 6            | 11           | 55           |
| Вологість повітря, %    | 90           | 85           | 80           | 70           | 70           | 70           | 70           | 75           | 80           | 85           | 95           | 95           | 80.4         |
| ----------------------- | ------------ | ------------ | ------------ | ------------ | ------------ | ------------ | ------------ | ------------ | ------------ | ------------ | ------------ | ------------ | ------------ |
| Джерело: Weatherbase    |              |              |              |              |              |              |              |              |              |              |              |              |              |

## Історія

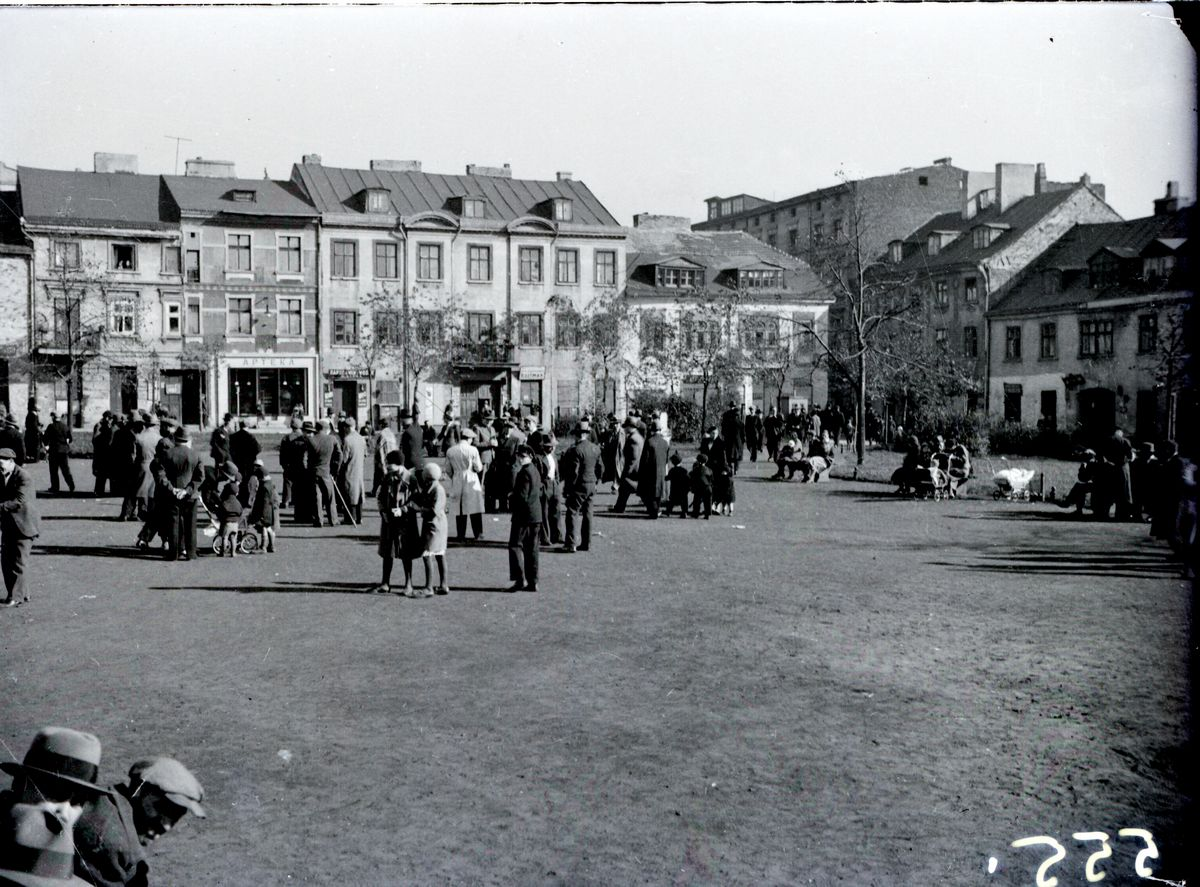
Лодзь, 1936

### Ранній початок (1332—1815)
Лодзь вперше з'являється у письмовому записі 1332 року, виданому Владиславом Горбатим, герцогом Ленчицьким, який передавав село Лодзь до Влоцлавського єпископства. У документі перераховувалися привілеї його мешканців, зокрема право засновувати пасовища та займатися лісозаготівлею. 1423 року Владислав II Ягайло, король Польщі і великий князь литовський, офіційно надав селу міські права за Магдебурзьким правом. Протягом століть Лодзь залишалася невеликим віддаленим поселенням, розташованим серед лісів і боліт, яке було у приватній власності куявських єпископів. До XIX століття економіка була переважно сільськогосподарською. Перші дві версії герба з'явилися на емблемах печаток у 1535 та 1577 роках, причому останній ілюстрував судно, схоже на човен, і точене весло.
Після другого поділу Польщі в 1793 році Лодзь була приєднана до Прусського королівства. У 1798 р. під час секуляризації церковного майна було офіційно скасовано право власності куявських єпископів на цей край. У містечку, яким керував бурмістр (burmistrz), на той час проживало лише 190 мешканців, було 44 будинки, церква та в'язниця. 1806 року Лодзь була включена до складу Варшавського герцогства Наполеона. Після Віденського конгресу 1815 року герцогство було розпущене і місто увійшло до складу Королівства Польського, держави-васала Російської імперії.

### Розділи та розвиток (1815—1918)

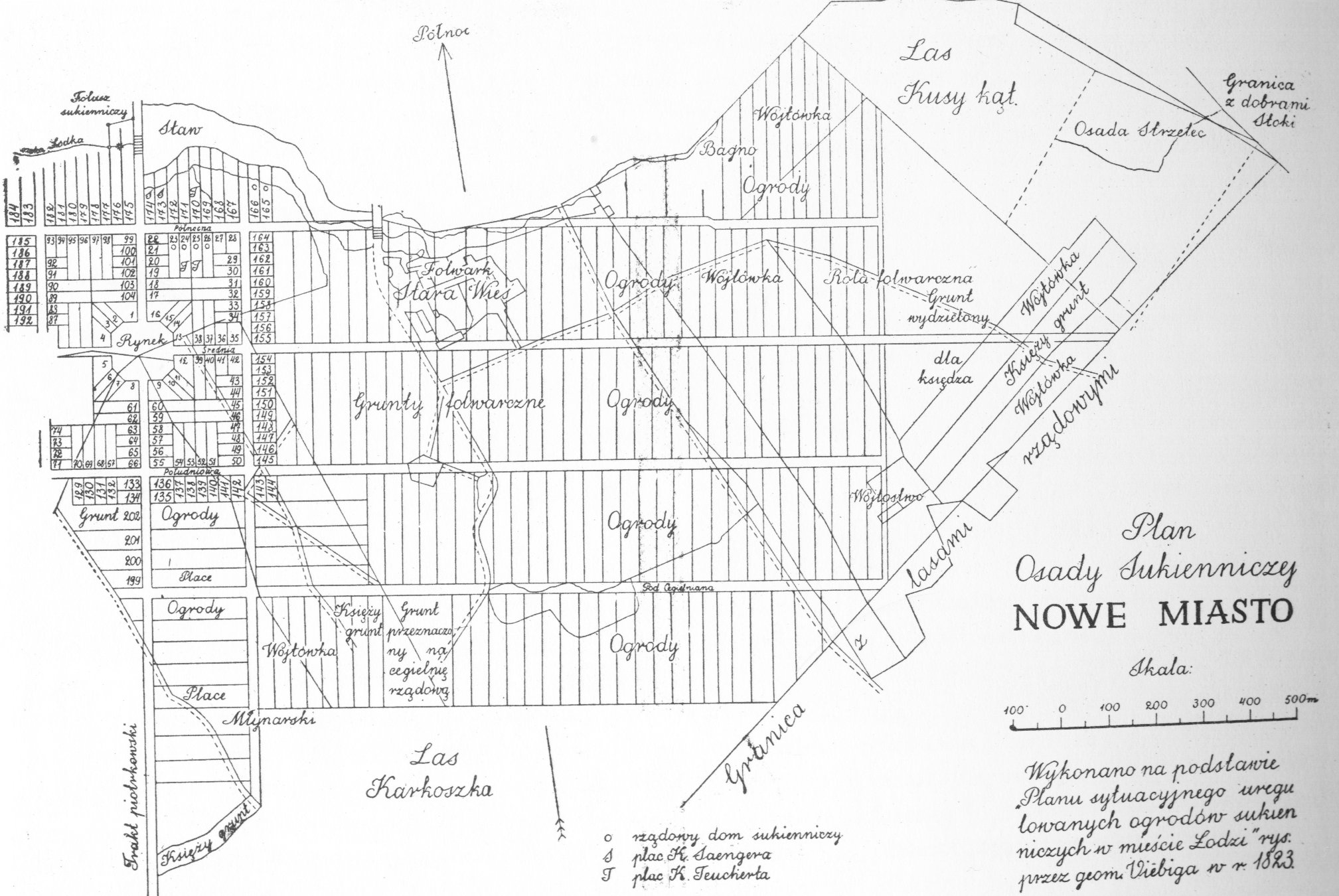
Один із перших планів міста, що ілюструє житлові наділи та новобудову навколо вулиці Пьотрковської, 1823

У 1820 році уряд Королівства Польського призначив Лодзь та її сільські околиці для промислового розвитку з централізованим плануванням. Раймунд Ремблієнський, голова Адміністративної ради і префект Мазовецький, став головою комісії, яка розділила роботи на дві основні фази: перша (1821—1823) передбачала створення нового центру міста з восьмикутною площею (сучасний «plac Wolności»; площа Свободи) та облаштування житлових наділів на «зеленій землі», розташованій на південь від старого ринку; другий етап (1824—1828 рр.) передбачав заснування колоній бавовняної фабрики та лінійної системи вулиць разом із артеріальною магістраллю з півночі на південь на вулиці Пьотрковській.
Багато ранніх будинків були рівними дерев'яними хатами, побудованими як житла для ткачів (domy tkaczy). Ремісники, які оселилися в подальші десятиліття, були переважно іммігрантами з німецькомовних регіонів Європи, зокрема таких як Саксонія, Сілезія та Богемія. Їхнє поселення в Польщі заохочував відомий філософ і державний діяч Станіслав Сташиць, який виконував обов'язки директора Департаменту торгівлі, ремесел і промисловості. Низка законів, ухвалених між 1810 і 1816 роками, які звільняли прибульців від податків, сприяли міграції. Перший у Польщі ткацький верстат з паровим двигуном почав працювати на «Білій фабриці» Людвіка Гейєра в 1839 році.

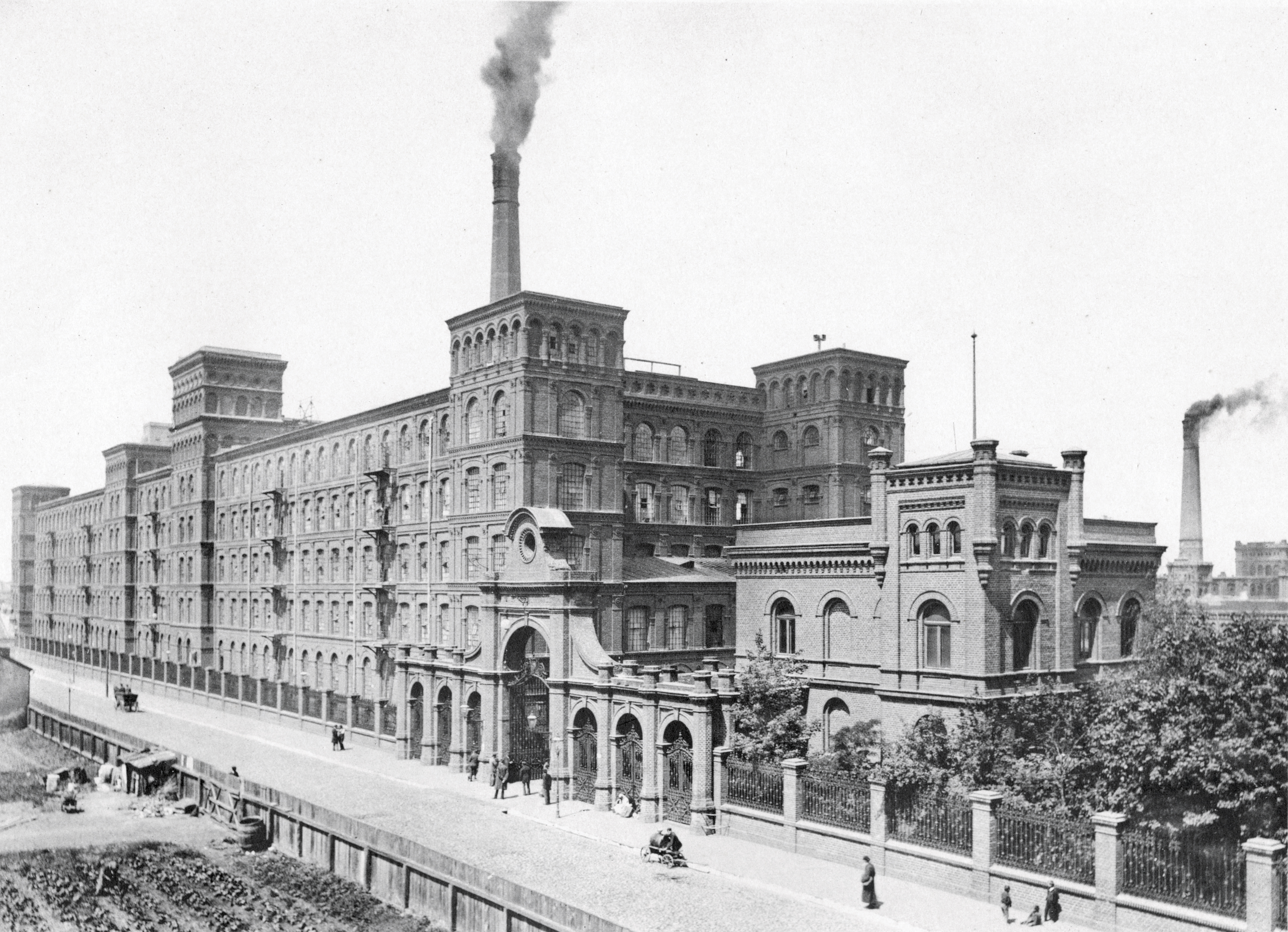
Промисловий комплекс Ізраїля Познанського (Manufaktura), у 1895 році.

У 1851 році імперська влада скасувала митний бар'єр, який був накладений на Королівство Польське після невдалого Листопадового повстання (1830—1831). Придушення тарифів дозволило місту вільно експортувати свої товари до Російської імперії, де попит на текстиль був високим. Під час Січневого повстання (1863—1864) відділ із 300 польських повстанців без опору увійшов до міста і захопив зброю. У 1864 р. жителям сусідніх сіл було дозволено оселитися в Лодзі без обмежень. Розвиток залізниць у регіоні також сприяв розширенню текстильної промисловості; у 1865 році була відкрита залізниця Лодзь — Колушки, гілка Варшава–Віденська залізниця, що забезпечило залізничне сполучення з більшими ринками. 1867 року місто було включено до Петроковська губернія, місцева провінція.
Інфраструктура та споруди Лодзі були побудовані на кошти промисловців та бізнес-магнатів, головним чином Карла Вільгельма Шайблера та Ізраїля Познанського, які фінансували школи, лікарні, дитячі будинки та культові місця. З 1872 по 1892 рік Познанський заснував велику текстильну мануфактуру, що складалася з дванадцяти фабрик, електростанцій, робітників, приватної пожежної частини та великого еклектичний палацу Ізраїля Познаньського. До кінця століття «Księży Młyn» Шайблера став одним із найбільших промислових комплексів Європи, де працювало 5000 робітників на одному підприємстві. У 1870—1890 рр. спостерігалася найінтенсивніша індустріалізація, яка була позначена соціальною нерівністю та жахливими умовами праці. Лодзь невдовзі став помітним центром соціалістичного руху і так званого Лодзинського повстання, що у травні 1892 року було придушене військовим втручанням.
У кінці XIX століття місто було вже великим промисловим центром з населенням 300 тисяч мешканців.

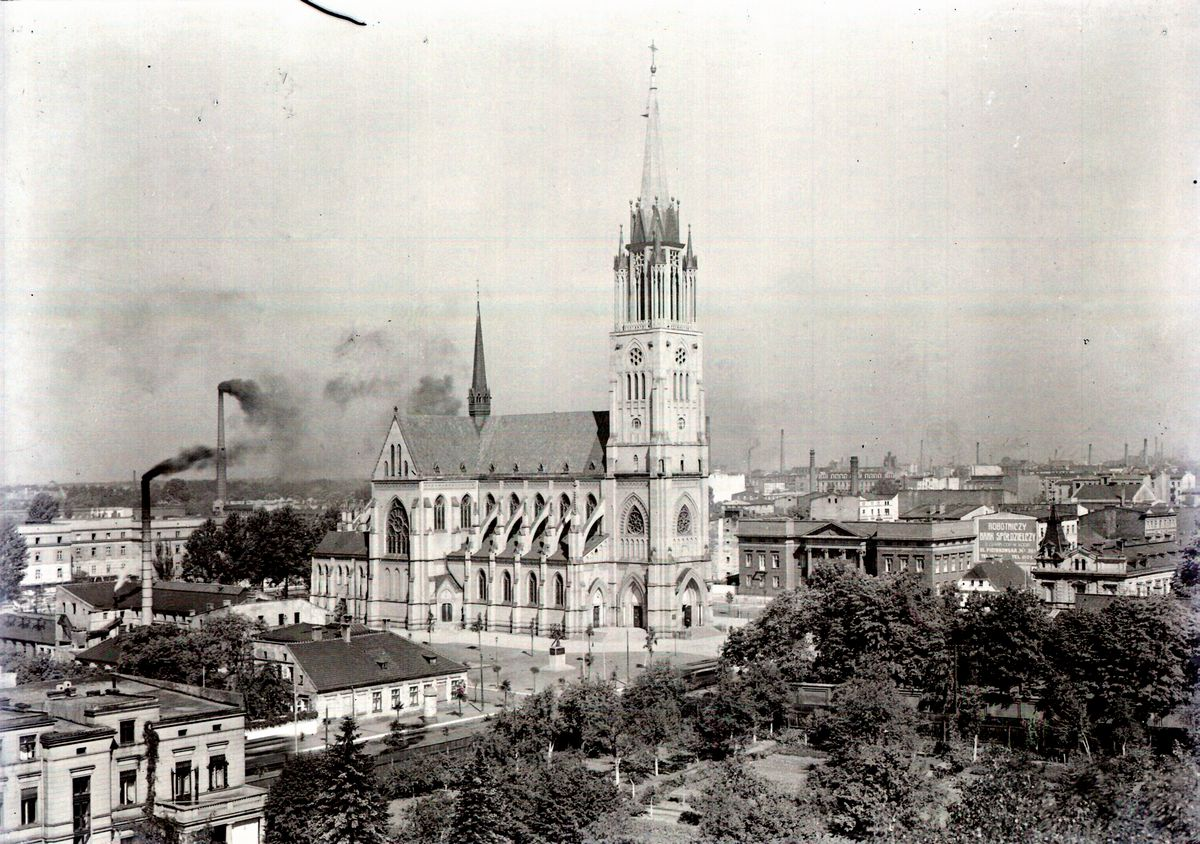
Архікатедра св. Станіслава Костки, завершена у 1912 році, що є одним із найвищих храмів Польщі.

Початок 20-го століття збігся з культурним і технічним прогресом; у 1899 році в Лодзі було відкрито перший стаціонарний кіно у Польщі («Gabinet Iluzji»). Того ж року Юзеф Пілсудський, майбутній маршал Польщі, оселився в місті і почав друкувати «Robotnik» (Робітник; стор. 1894—1939), підпільну газету, що видавалася Польською соціалістичною партією. Під час Червневих днів (1905) приблизно 100 000 безробітних оголосили масовий страйк, забарикадували вулиці та зіткнулися з військами. Офіційно 151 демонстрант був убитий і тисячі були поранені. У 1912 р. було добудовано Архікатедральний собор св. Станіслава Костки і його 104-метрову вежу — один із найвищих храмів у Польщі.
Попри наближення кризи, що передувала Першій світовій війні, Лодзь зростала у геометричній прогресії та була одним із найбільш густонаселених промислових міст світу з щільністю населення 13200 чол/км² до 1914 р. Після битви під Лодзьом (1914) місто опинилося під окупацією Німецької імперії 6 грудня. Після відновлення Незалежності Польщі у листопаді 1918 р. місцеве населення роззброїло німецьку армію. Згодом текстильна промисловість Лодзі зупинилася, а її населення ненадовго скоротилося, оскільки етнічні німці покинули місто.

### Відновлена Польща (1918—1939)

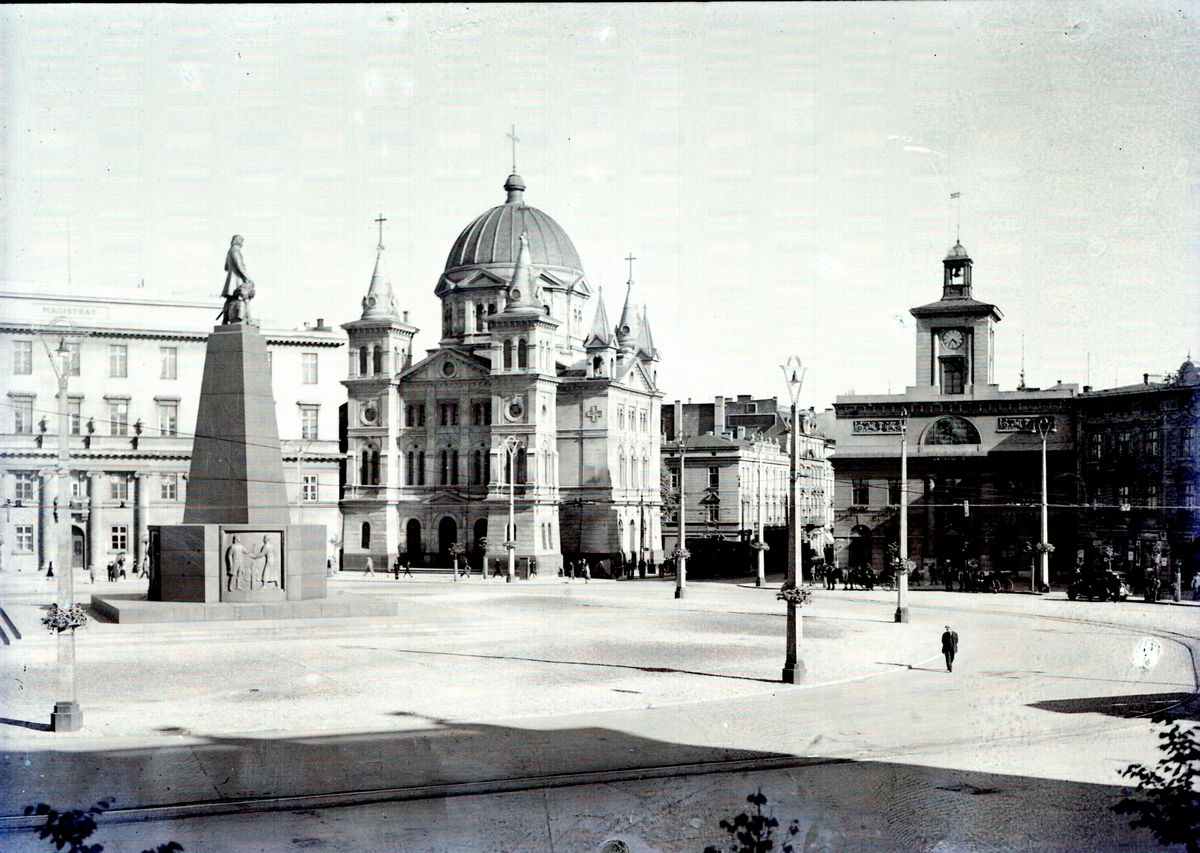
Plac Wolności (Площа Свободи) з пам'ятником Тадеушу Костюшку і церквою Святого Духа 1930 р.

Попри численне населення та економічну продуктивність, Лодзь не була центром свого воєводства до XX століття. Після створення Другої Польської Республіки, вона стала столицею Лодзинського воєводства у 1919 році. Початок міжвоєнного періоду характеризувався значними економічними труднощами та промисловою стагнацією. Велика депресія та німецько-польська митна війна закрили західні ринки для польського текстилю, тоді як Більшовицька революція і Громадянська війна в Росії поклала край найвигіднішій торгівлі зі Сходом.
Через швидкий і, відповідно, хаотичний розвиток у попередньому столітті, Лодзь не мала належної інфраструктури та рівня життя для своїх мешканців. Забруднення було гострим, санітарні умови були поганими та влада не інвестувала в систему очищення стічних вод до 1920-х років. З 1918 по 1939 було створено багато культурних, освітніх та наукових установ, зокрема початкові школи, музеї, художні галереї та публічні бібліотеки, яких до Першої світової війни не існувало. Лодзь також розпочала розвиток розважальної сцени, до 1939 року було відкрито 34 кінотеатри. 13 вересня 1925 року розпочав роботу перший у місті аеропорт (Łódź Władysław Reymont). У 1930 відбулася перша радіопередача новоствореної станції радіомовлення.
Ідеологічна орієнтація Лодзі була сильно лівою, і місто було помітним центром соціалістичної та комуністичної діяльності в польській політиці протягом міжвоєнних років.

### Друга світова війна (1939—1945)

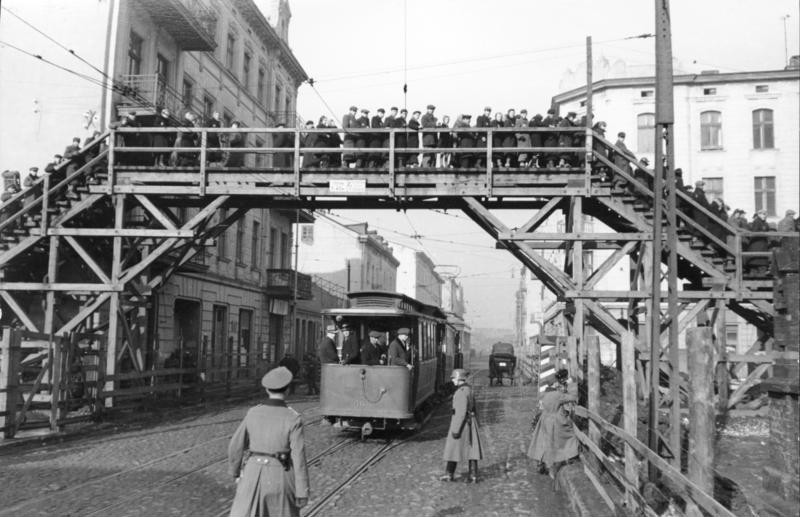
Łódź Ghetto (Ghetto Litzmannstadt), було другим за величиною нацистським гетто у всій окупованій Німеччиною Європі

Під час вторгнення в Польщу у вересні 1939 року польські війська генерала Юліуса Роммеля захищали місто від нападу Німеччини, формуючи лінію опору між Серадзом та Пйотркувом-Трибунальським. Атака була здійснена 8-ю армією Йоганеса Бласковіца, який оточив X армійський корпус міста. Після запеклого опору польські війська капітулювали перед нацистською Німеччиною 8 вересня, а перші війська Вермахту увійшли вранці 9 вересня. Артур Грайзер включив Лодзь до складу нового адміністративного підрозділу нацистської Німеччини під назвою «Reichsgau Wartheland» 9 листопада 1939 року, а 11 квітня 1940 року місто було перейменоване в «Ліцманнштадт» на честь німецького генерала та члена NSDAP Карла Ліцманна.
Місто піддалося негайній германізації, польські та єврейські заклади були закриті, а польська преса була заборонена. Примусова праця за низьку заробітну плату була накладена на жителів міста у віці від 16 до 60 років; згодом багато поляків було депортовано до Німеччини. У рамках операції «Інтелігенція» («Intelligenzaktion») польських інтелектуалів ув'язнили до тюрми Радогощ та відправили до нацистських концтаборів, або вбили в лісах Łagiewniki біля села Lućmierz-Las. Польські діти були примусово відібрані у їхніх батьків і з 1942 по 1945 рік німецька Поліція безпеки («Sicherheitspolizei») керувала табором для викрадених дітей у Лодзі.
Нацистська влада створила в місті «Lodź Ghetto» («Ghetto Litzmannstadt») і заселила в нього понад 200 000 євреїв з регіону, яких систематично відправляли до німецьких таборів смерті. Це було друге за величиною гетто в окупованій Німеччиною Європі і останнє велике гетто, яке було ліквідоване в серпні 1944 року. Польський рух опору («Żegota») діяв у місті і допомагав єврейському народу протягом усього його існування. Однак до 1945 року в живих залишилося лише 877 євреїв. Із 223 000 євреїв у Лодзі перед вторгненням 10 000 пережили Голокост в інших місцях. Німці також створили табори для не-євреїв, включаючи циганів, які зрештою були убиті у таборі смерті Хелмно, а також відправлені в табір виправних робіт, чотири транзитні табори для поляків, вигнаних з Лодзі та кинутих до табору расових досліджень. Лодзинське гетто було одним з найбільших, вкрай важливим для німецької промисловості. Під час війни загинули 420 000 жителів міста, з них 300 000 євреїв і 120 000 поляків.

### Сучасні часи (1945— дотепер)

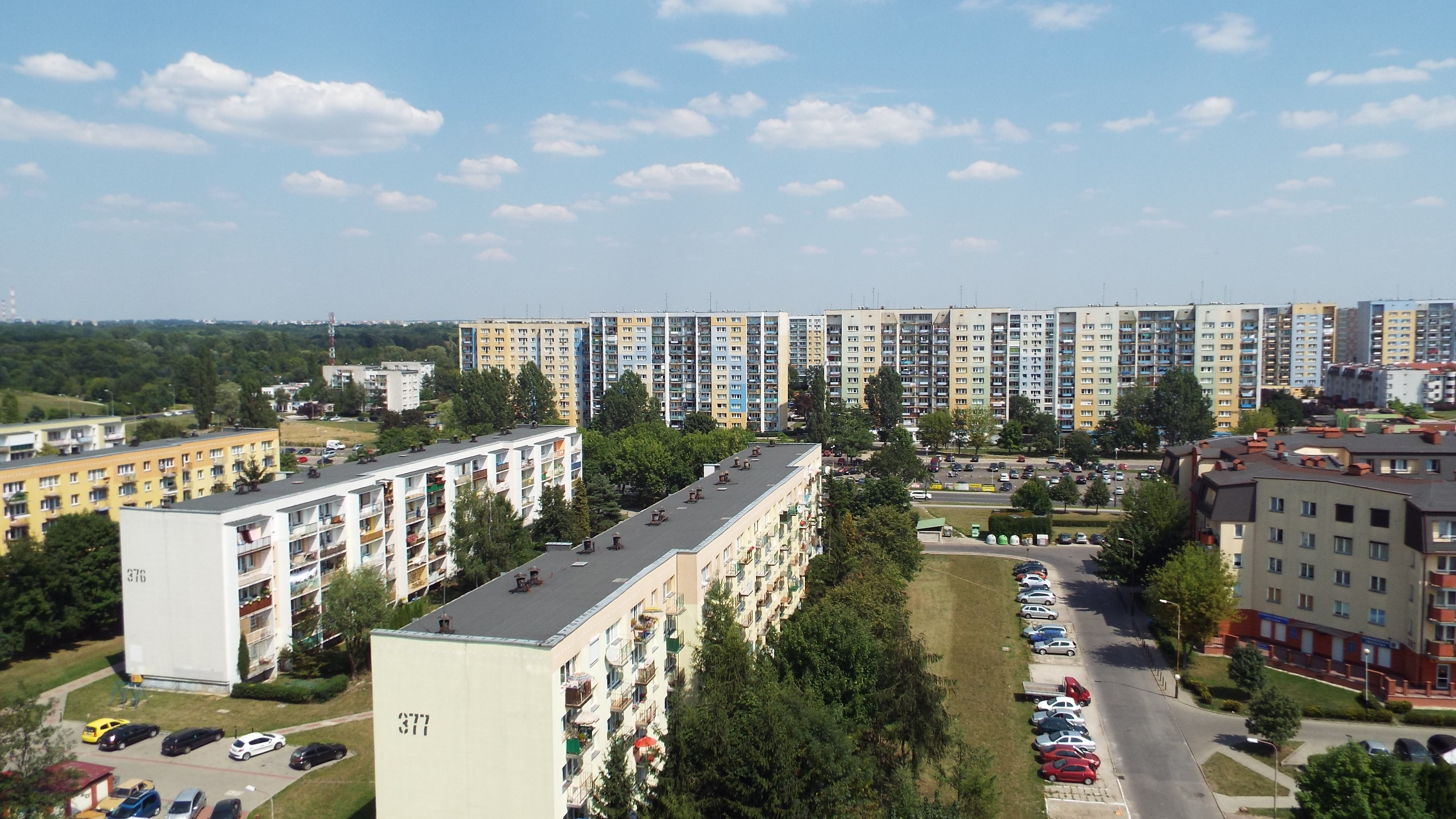
Реткінія — один із багатьох післявоєнних утилітарних житлових районів на околиці Лодзі.

Після закінчення Другої світової війни Лодзь неофіційно і тимчасово перейняла функції столиці Польщі. Більшість уряду та державної адміністрації проживала в місті до відбудови Варшави. Лодзь також зазнала напливу біженців зі східних територій, анексованих Радянським Союзом; багато з них мігрували в її передмістя і займали порожню — раніше єврейську — нерухомість. За час існування Польської Народної Республіки промисловість і приватні підприємства міста були націоналізовані.
18 січня 1945 році місто захопила Червона Армія. 1945 року до Лодзі переїхав уряд Польщі, і місто де-факто виконувало функції столиці до 1948 року.
24 травня 1945 року було відкрито Лодзький університет. 8 березня 1948 року відкрилася лодзька Національна кіношкола, яка пізніше стала академієї драми та кіно.
Післявоєнне просторове та містобудування проводилося відповідно до Афінської хартії, де населення зі старого ядра переселялося в нову житлову зону. Проте в результаті центральна частина міста та історичні райони впали у значущості та виродилися в нетрі. З 1960 по 1990 роки тривало обширне будівництво житлових масивів з панельних будинків (включаючи  райони Retkinia, Teofilów, Widzew, Radogoszcz і Chojny) площею майже 30 км², що вміщує в себе велику частину населення.
У середині 1981 Лодзь прославився своїми масовими голодними демонстраціями місцевих матерів та їхніх дітей. Після періоду перехідної економіки у 1990-х більшість підприємств знову було приватизовано.
У незалежній Польщі Лодзь — центр воєводства.

## Пам'ятки історії та культури

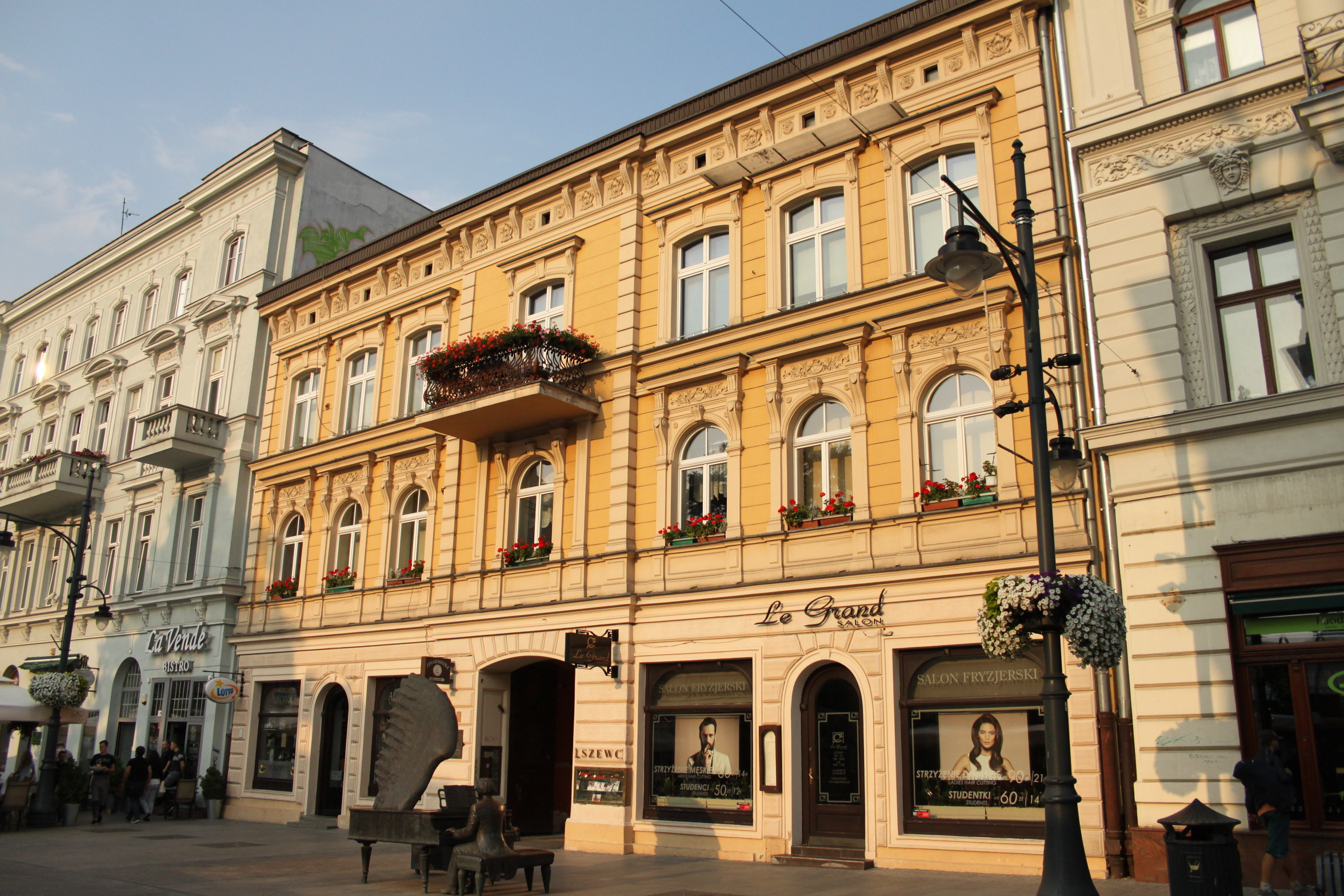
Скульптура Артура Рубінштейна і будинок його дитинства на вул. Петрковській

Попри те, що історія Лодзі бере свій початок ще в середньовіччі, найвищий розквіт міста сягає періоду Царства Польського. Саме тоді, в 20-ті роки XIX століття, у Лодзі створювалися суконні і ткацькі посади: спочатку вздовж Пьотрківського Тракту (нині вулиці Петрковської), а також водно-фабричні посади на річці Ясен. Сприятливі економічні та житлові умови залучали іноземних промисловців. Перші мануфактури і механізовані фабрики будувалися в стилі класицизму, мали гладкі, поштукатурені стіни. У другій половині XIX століття в Лодзі з'явилися сотні цегляних фабрик побудованих з використанням залізобетонних конструкцій, а місто отримало прізвисько «польського Манчестера».
Найпомітнішою та найвпізнаванішою визначною пам'яткою міста є вулиця Петрковська, яка залишається головною вулицею та головною туристичною визначною пам'яткою міста, тягнеться з півночі на південь трохи більше 5 км. Це робить її однією з найдовших комерційних вулиць у світі. Більшість фасадів будинків, багато з яких датуються 19 століттям, були відремонтовані. Це місце розташування більшості ресторанів, барів і кафе в центрі Лодзі.
Багато занедбаних багатоквартирних будинків по всьому центру міста були відремонтовані за останні роки в рамках поточного проєкту ревіталізації, який веде місцева влада. Найкращим прикладом міської регенерації в Лодзі є комплекс «Manufaktura», який займає значну площу колишньої бавовняної фабрики, що датується дев'ятнадцятим століттям.
На цьому місці, яке було серцем промислової імперії Ізраїля Познанського, тепер є торговий центр, численні ресторани, 4-зірковий готель, мультиплексний кінотеатр, заводський музей, боулінг та фітнес-центр, а також науково-виставковий центр. Відкритий у 2006 році, він швидко став популярним; центр культурних розваг і покупок, а також впізнавана міська пам'ятка, яка приваблює як вітчизняних, так і іноземних туристів. Місто також, ймовірно, отримає значне зростання з точки зору туризму після завершення масштабного проєкту ревіталізації центру міста (вартістю 4 мільярди злотих). Зусилля місцевої влади перетворити колишнє промислове місто на процвітаюче міське середовище та туристичне місце лягли в основу невдалої заявки міста на організацію міжнародної виставки EXPO 2022 на тему оновлення міст.

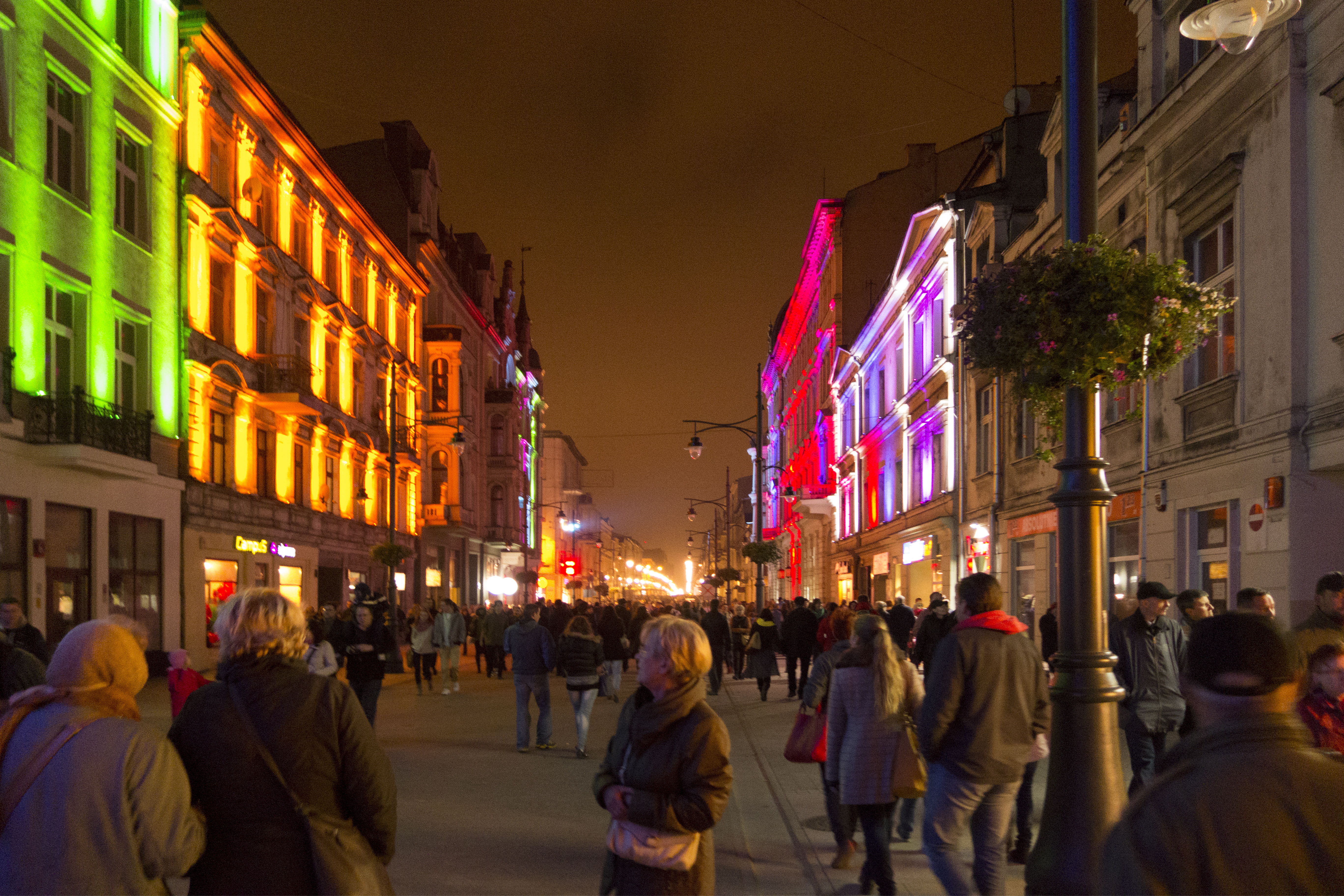
Фестиваль «Light Move» в Лодзі

У Лодзі є один з найкращих музеїв сучасного мистецтва в Польщі. Muzeum Sztuki має три філії, дві з яких (ms1 і ms2) демонструють колекції мистецтва XX та XXI століть. Новітнє доповнення до музею ms2 було відкрито в 2008 році в комплексі «Manufaktura» Унікальна колекція музею представлена в нетрадиційній формі: замість хронологічної лекції про розвиток мистецтва твори мистецтва, що представляють різні періоди та течії, розміщені в сюжеті, що торкається важливих для нього тем і мотивів сучасної громадськості. Третя філія «Muzeum Sztuki», розташована в одному з численних промислових палаців міста, також демонструє більш традиційне мистецтво, де представлені роботи європейських та польських майстрів, таких як Stanisław Wyspiański та Henryk Rodakowski

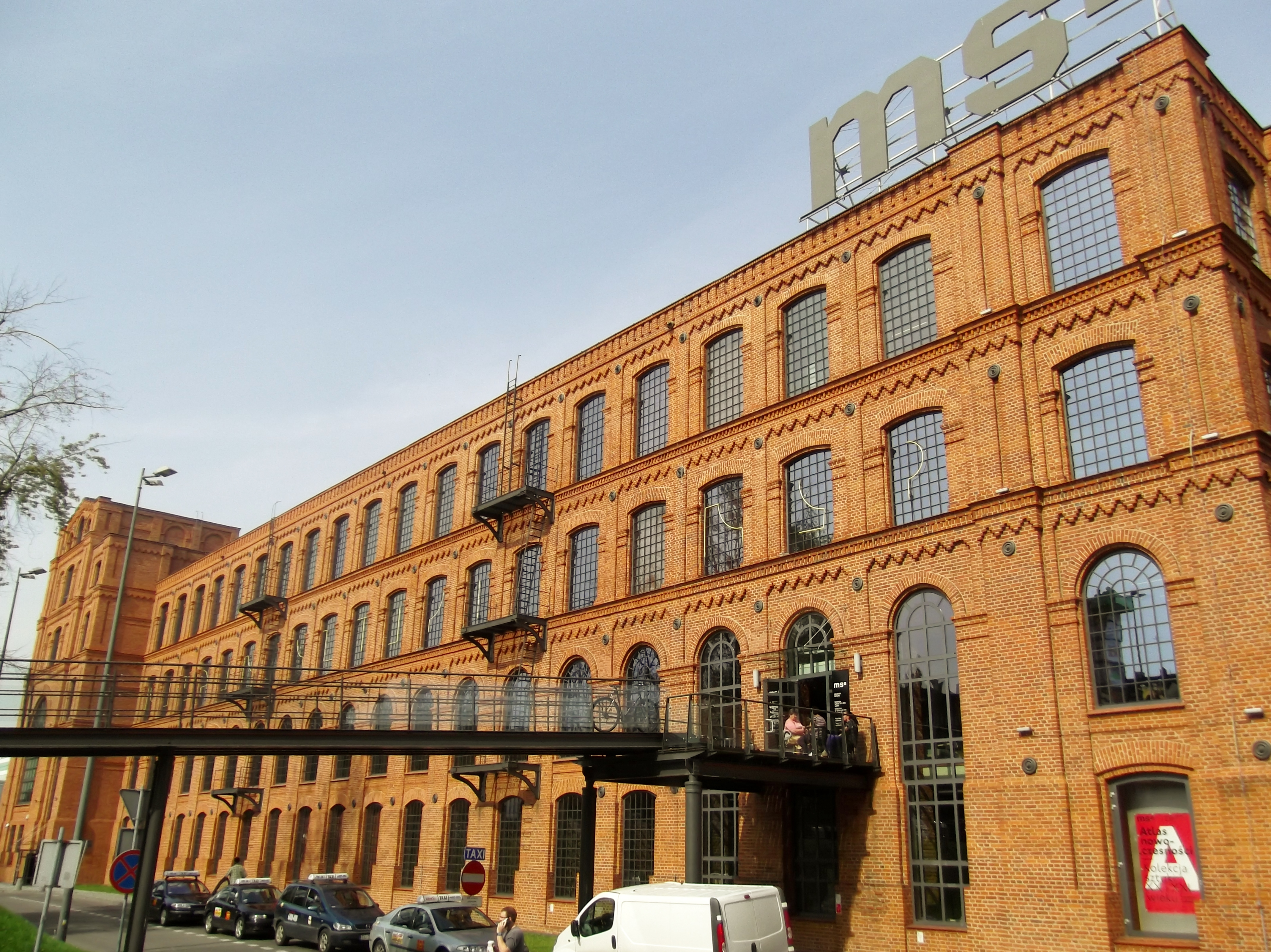
Muzeum Sztuki, відділення ms2, музей і галерея сучасного мистецтва

Серед 14 зареєстрованих музеїв у Лодзі існує незалежний інститут. Музей мистецтва книги, нагороджений Інституційною нагородою Американської асоціації історії друкарства за 2015 рік за видатний внесок у вивчення, запис, збереження та поширення історії друкарства в Польщі за останні 35 років. Інші відомі музеї включають Центральний музей текстилю з експозицією дерев'яної архітектури під відкритим небом, Музей кінематографії, розташований у палаці Шайблера, і Музей традицій незалежності, що займає будівлю історичної царської в'язниці кінця XIX століття. Більш незвичайний заклад, музей «Дентка» пропонує туристам можливість відвідати міську каналізацію, спроєктовану на початку XX століття британським інженером William Heerlein Lindley.

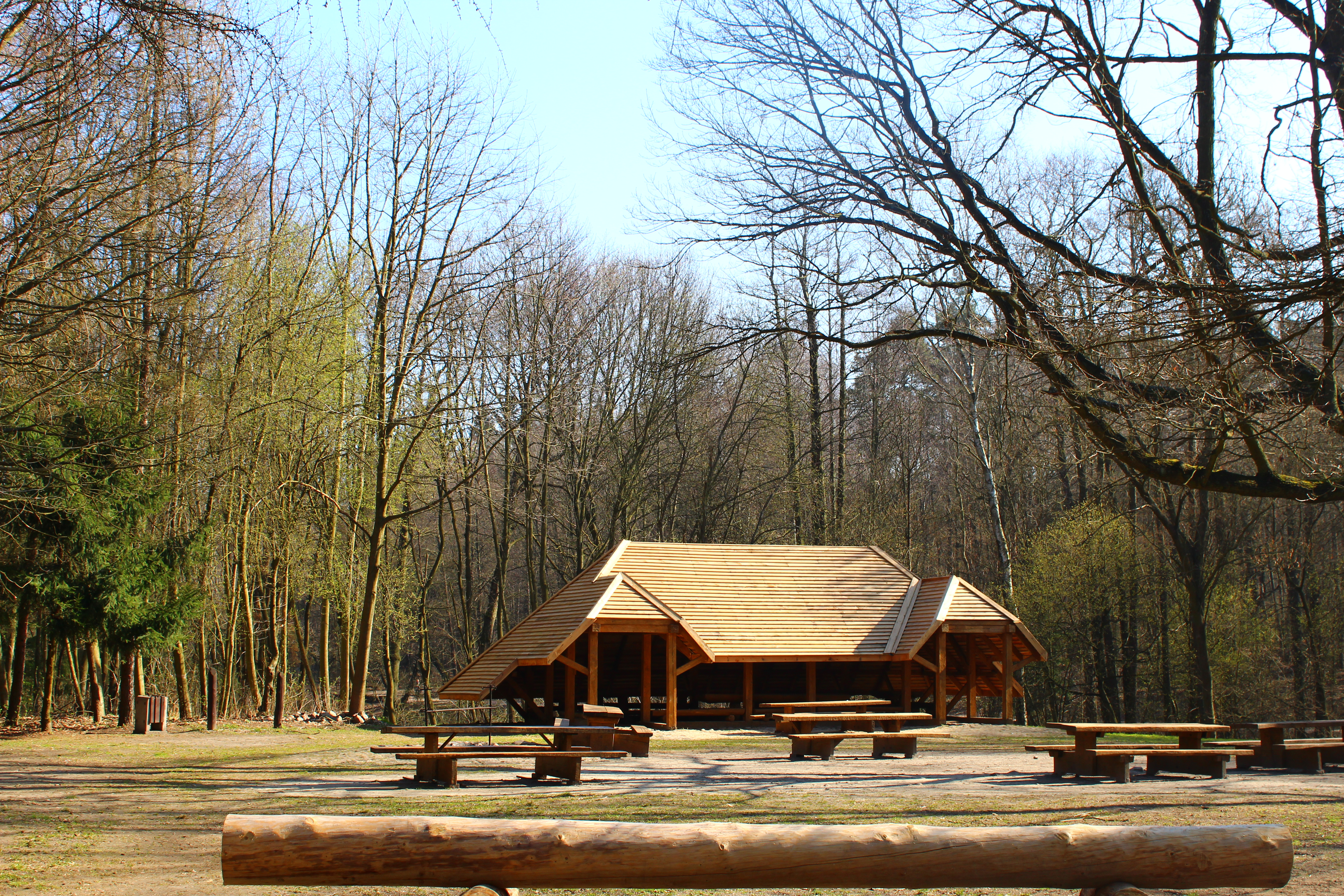
Las Łagiewnicki (Лагівницький ліс), частина Ландшафтного парку «Лодзьські пагорби»

У Лодзі також є багато зелених насаджень для відпочинку. Лісисті території займають 9,61 % території міста, а парки займають додаткові 2,37 % площі Лодзі (станом на 2014 рік). Las Łagiewnickie (Łagiewnicki), (Łagiewnicki) — найбільший ліс у межах міста, його називають «найбільшою лісовою територією в межах адміністративних кордонів будь-якого міста в Європі». Він має площу 1245 га і перерізаний численними пішохідними стежками, які перетинають горбистий ландшафт на західній околиці Ландшафтного парку «Лодзьські пагорби». «Природний комплекс, який залишився майже неушкодженим у вигляді дубово-грабового та дубового лісу», ліс також багатий історією, а його визначні пам'ятки включають францисканський монастир початку 18-го століття та дві дерев'яні каплиці XVII століття. Із 44 парків у Лодзі (станом на 2014 рік) 11 мають історичний статус, найстаріший з них датується серединою XIX століття. Найбільший із них, Юзефа Пілсудського (188,21 га) розташований поблизу Лодзинського зоопарку та ботанічного саду, а разом з ними утворює великий зелений комплекс, знаний як «Zdrowie», який обслуговує рекреаційні потреби міста. Ще одним визначним парком, розташованим у Лодзі, є Парк Юзефа Понятовського.

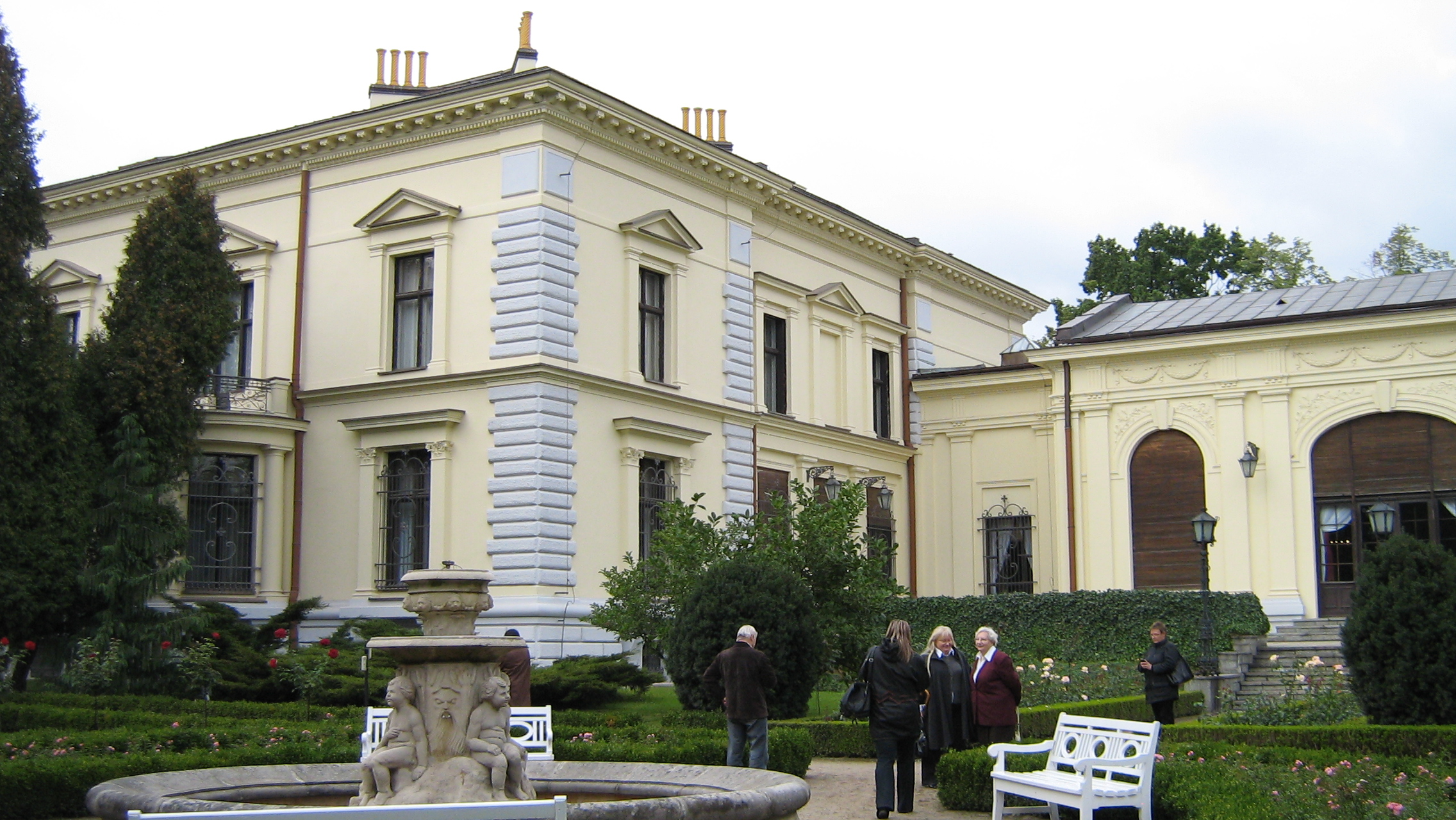
Палац Гербст, спроєктований Hilary Majewski, художня галерея в історичному особняку, в якій зберігаються картини з усієї Європи

Єврейське кладовище на вулиці Брацькій, одне з найбільших у своєму роді в Європі, було засноване в 1892 році. Після вторгнення в Польщу нацистської Німеччини у 1939 році цей цвинтар став частиною «східної території» Лодзі, відомої як закрите Лодзинське гетто. У період між 1940 і 1944 роками на території цього цвинтаря відбулося приблизно 43 000 поховань. 1956 року на кладовищі було встановлено пам'ятник Мушко в пам'ять про жертв Лодзинського гетто. На ньому зображено гладкий обеліск, менору і зламаний дуб із листям, що спадають з дерева (символізують смерть, особливо у молодому віці). Станом на 2014 рік, площа кладовища — 39,6 га. Воно містить приблизно 180 000 могил, приблизно 65 000 маркованих надгробків і мавзолеїв. Багато з цих пам'яток мають значну архітектурну цінність; З них 100 оголошені пам'ятками історії та перебувають на різних стадіях реставрації. Мавзолей Ізраїля та Елеонори Познанських, мабуть, є найбільшим єврейським надгробком у світі і єдиним, прикрашеним мозаїкою.
- Площа Свободи
  - ратуша (1827 р.; класицизм).
- Вулиця Пйотрковська:
  - палац Максиміліяна Ґольдфедера (1892 р.);
  - двір Людвіка Ґеєра (1833 р.).
  - Пасаж Рози (інсталяція авторства Йоанни Райковської, 2014 р.).
- палац Познанських:
  - палац Ізраеля Познанського (1898 р.);
  - палац Моріса Познанського (1896 р.);
  - палац Короля Познанського 1904 р.).
- Біла фабрика — музей текстильної промисловості;
- палац Кароля Шайблера (1865 р.);
- єврейське кладовище — найбільше в Європі (42 га, понад 200 тис. поховань), з найбільшою у світі єврейською цвинтарною будівлею (могила Ізраеля Познанського);
- завод Ізраеля Познанського 1872—1897 р.
- Пам'ятник жертвам комунізму.

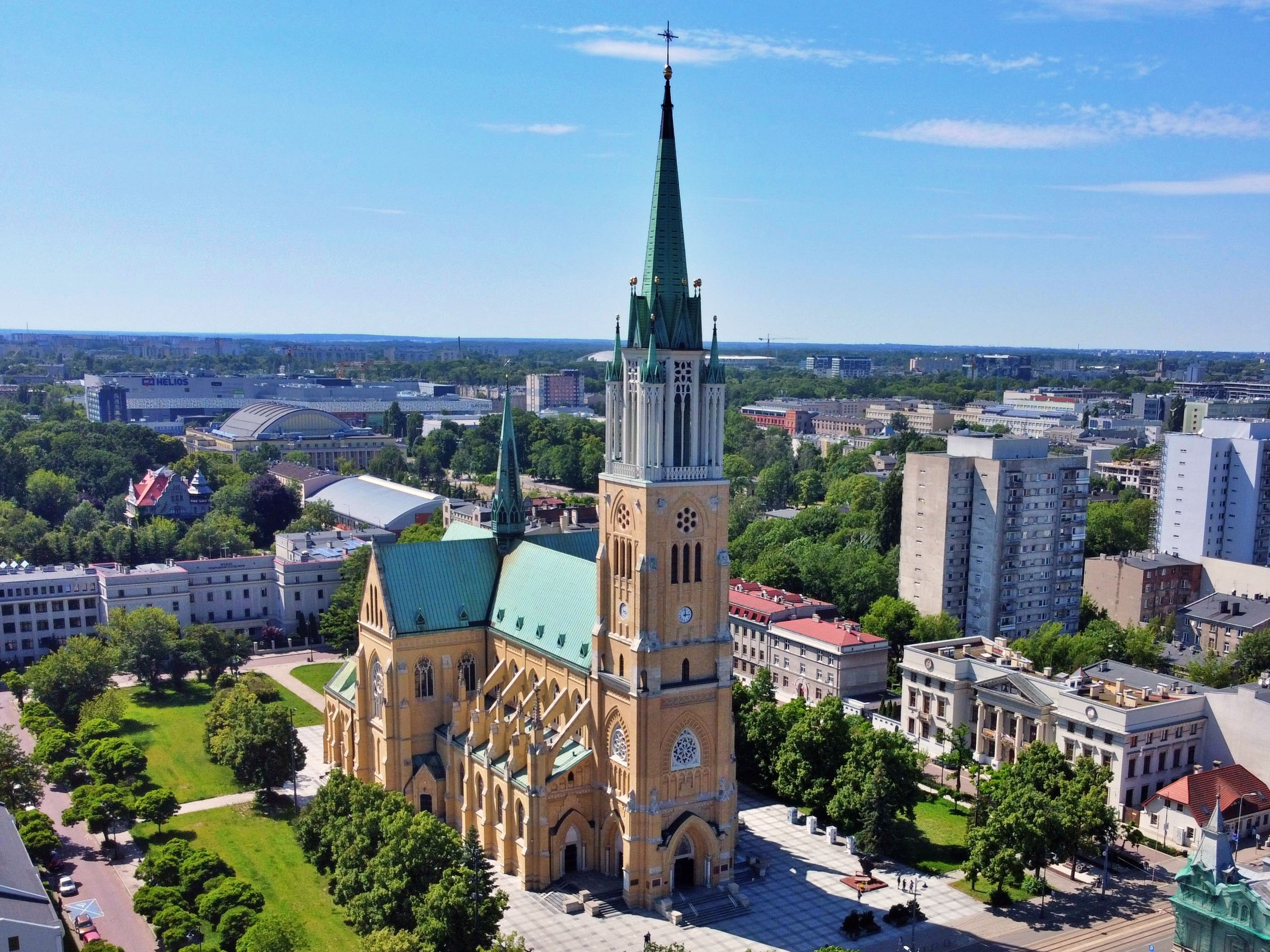
Архікатедра
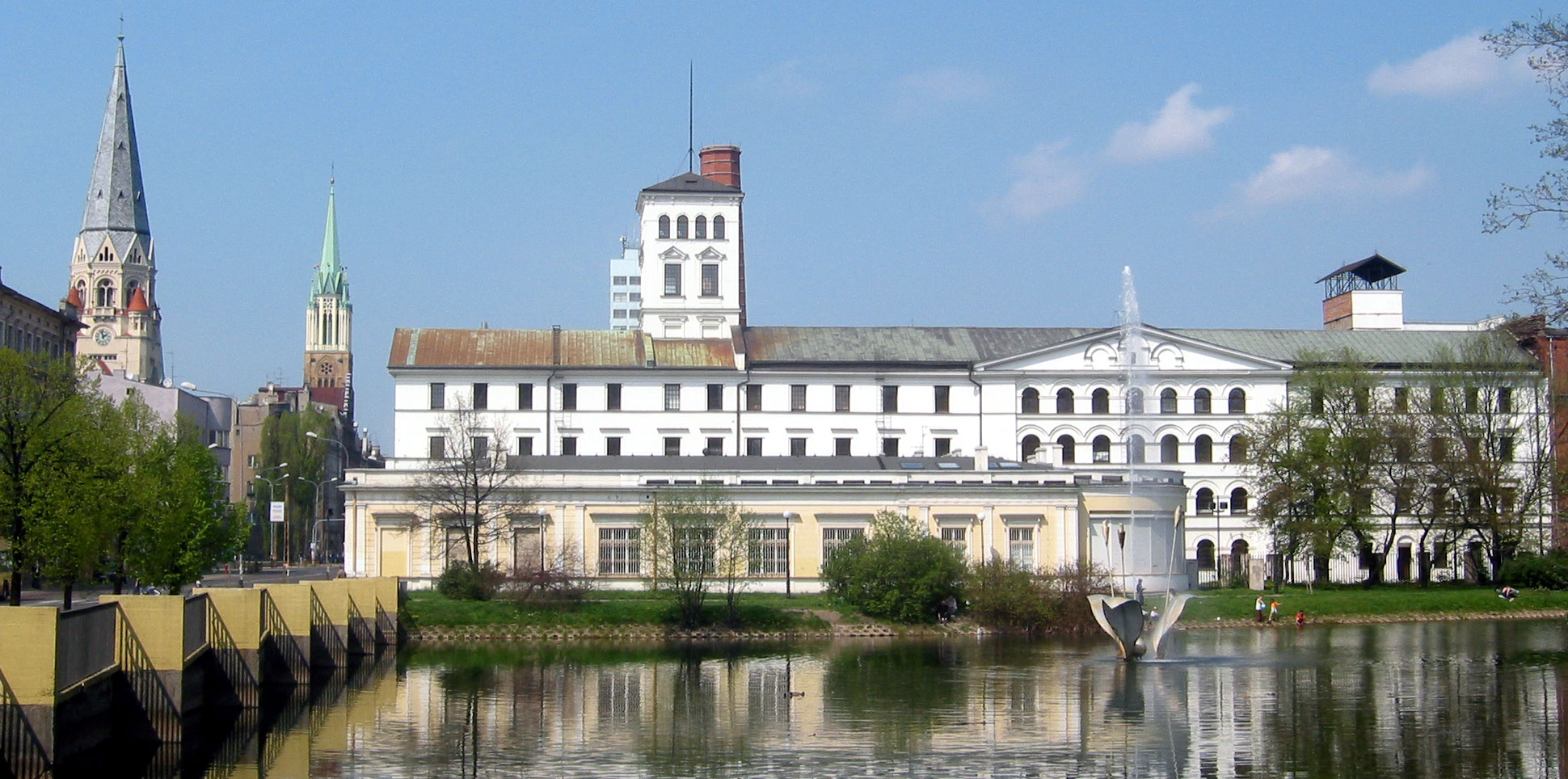
Біла фабрика Людвіка Ґеєра
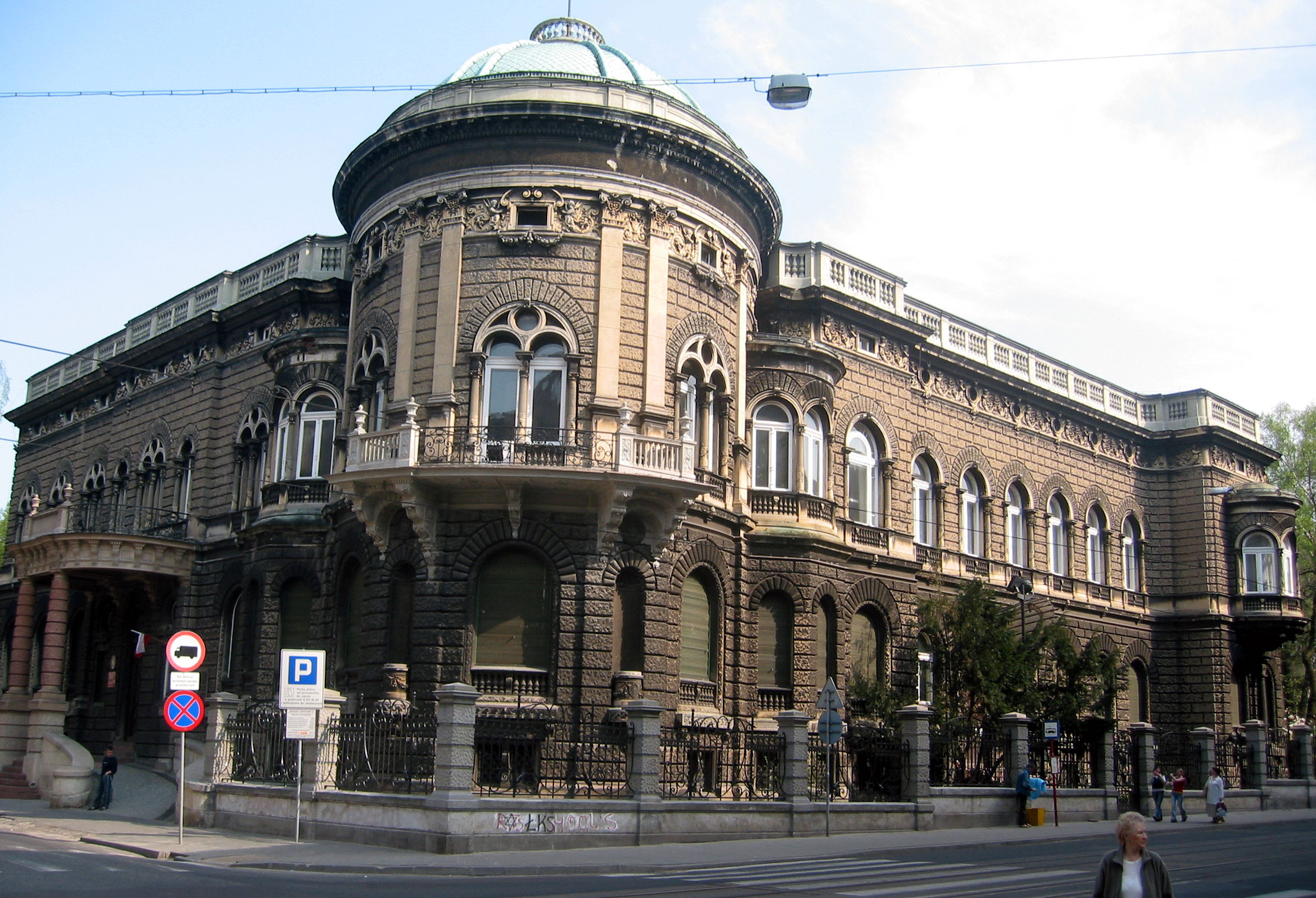
Палац Кароля Познанського
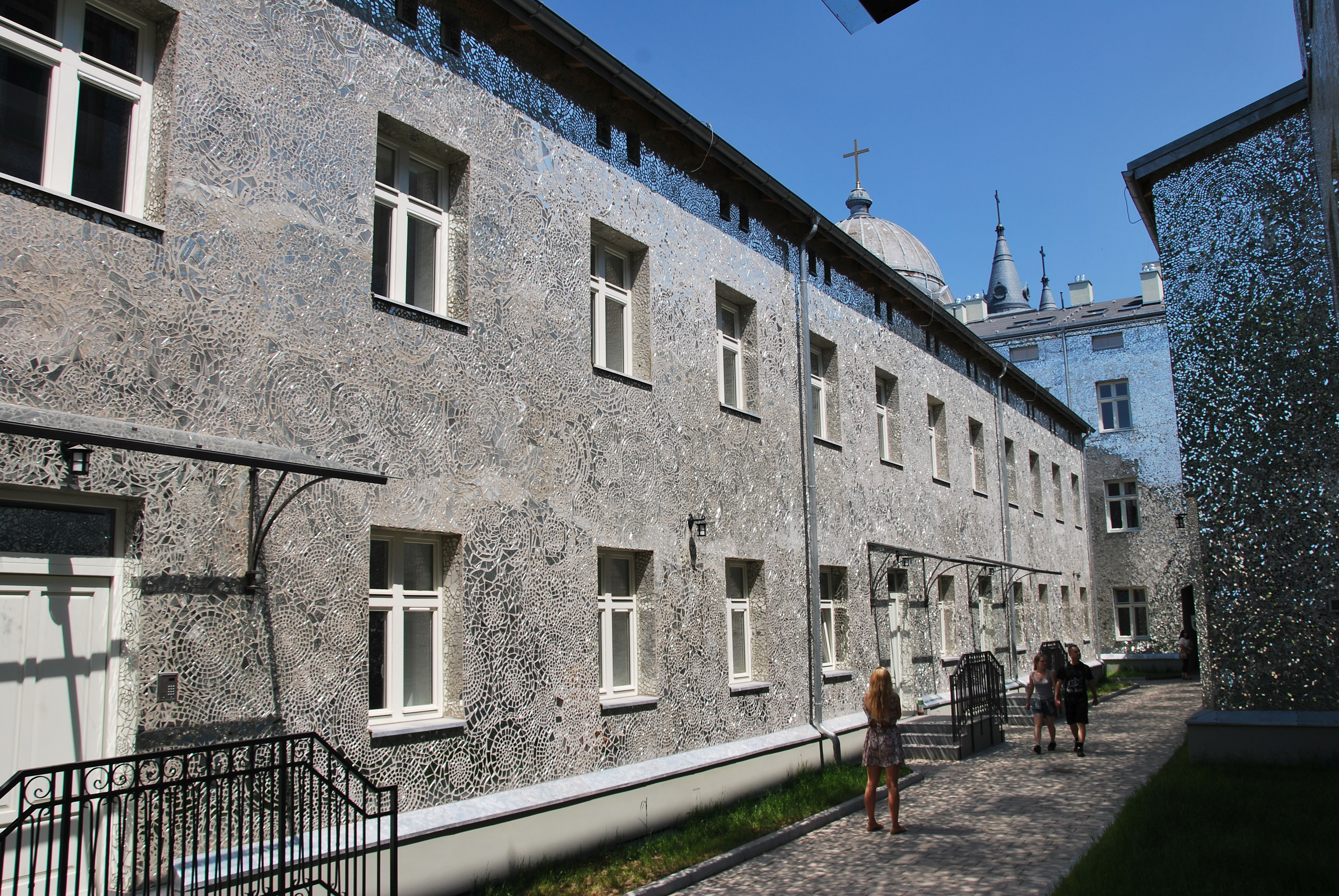
Пасаж Рози

## Економіка та інфраструктура

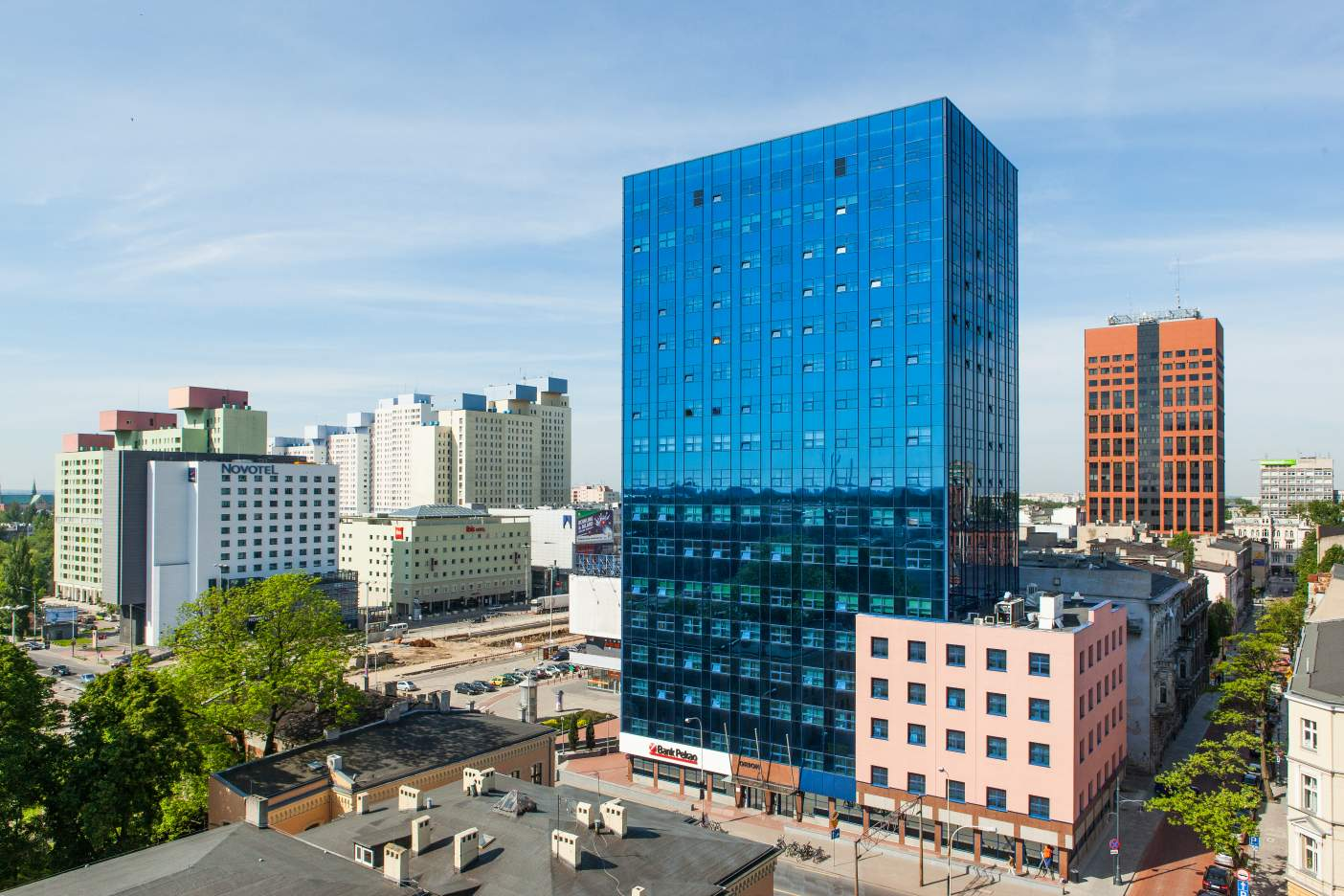
Висотні будинки в центрі Лодзі

До 1990 року економіка Лодзі значною мірою залежала від текстильної промисловості, яка розвинулась у місті в XIX столітті завдяки великій кількості річок, які використовувалися для живлення фабрик, відбілювальних заводів та іншого обладнання. Разом зі зростанням у цій галузі зростало й місто. Лодзь іноді називають «польським Манчестером» і «столицею спідньої білизни Польщі». У результаті населення Лодзі зросло з 13 000 у 1840 році до понад 500 000 у 1913 році.
Напередодні Першої світової війни Лодзь мала стати одним із найгустонаселеніших промислових міст світу з 13 280 мешканців на км2, а також одним із найзабрудненіших. Текстильна промисловість різко занепала в 1990 і 1991 роках, і сьогодні в Лодзі не виживає жодна велика текстильна компанія. Проте безліч малих компаній все ще забезпечують значний випуск текстилю, переважно на експорт. Лодзь більше не є значним промисловим центром, але він став основним центром сектору бізнес-послуг у Польщі завдяки наявності висококваліфікованих працівників та активної співпраці між місцевими університетами та бізнес-сектором.

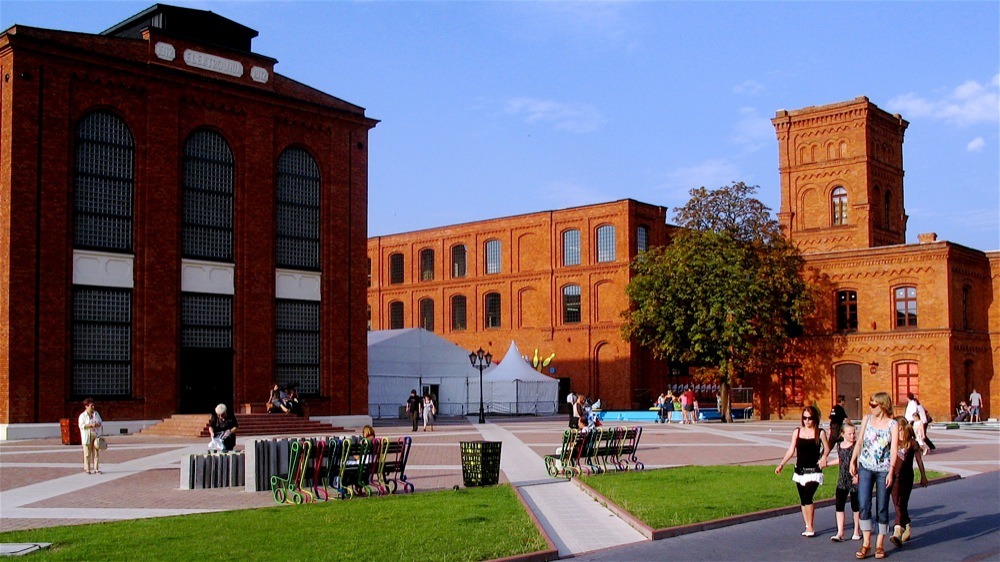
«Manufaktura» — колись текстильна фабрика, нині торговий центр

Місто виграє від його центрального розташування в Польщі. Низка фірм розмістила свої логістичні центри неподалік. Дві автомагістралі, А1, що пролягає з півночі на південь Польщі, і А2, що йде зі сходу на захід, перетинаються на північний схід від міста. Станом на 2012, A2 завершена до Варшави, а північна частина A1 переважно завершена. Завдяки таким сполученням переваги центрального розташування міста мають ще більше зростати. Також розпочато роботу з модернізації залізничного сполучення з Варшавою, що скоротило 2-годинний час у дорозі, щоб зробити 137 км за 1,5 години в 2009 році. Станом на 2018 рік, час у дорозі з Лодзі до Варшави становить близько 1,2 години сучасними потягами Pesa SA Dart.
За останні роки багато іноземних компаній відкривали та відкривають свої офіси в Лодзі. Індійська IT-компанія Infosys має один зі своїх центрів у місті. У січні 2009 року Dell оголосила, що перенесе виробництво зі свого заводу в Лімерік, Ірландія, на завод у Лодзі, переважно тому, що витрати на робочу силу в Польщі є невеликою часткою від тих, що в Ірландії. До січня 2009 було залучено 980 іноземних інвесторів. Іноземні інвестиції були одним із факторів, які знизили рівень безробіття у Лодзі до 6,5 % у грудні 2008 року з 20 % чотирма роками раніше.

### Транспорт

Основна мережа доріг міста

Лодзинська трамвайна мережа

Лодзь розташована недалеко від географічного центру Польщі, лише на відстані близько 20-ти кілометрів від розв'язки автомагістралей у Стрикуві, де зустрічаються дві головні польські автомагістралі: північ-південь (A1) і схід-захід (A2), що дає місту два із десяти основних трансєвропейських маршрутів: з Гданська до Жиліни і Брно і з Берліна в Москву через Варшаву. Це також частина Нового шовкового шляху. Лодзь обслуговується національною мережею автомагістралей, міжнародним аеропортом, міжміськими та регіональними залізницями. Вона знаходиться в центрі мережі регіональних та приміських залізниць, які курсують з різних залізничних станцій міста. Автобусне та трамвайне сполучення обслуговує комунальне підприємство громадського транспорту. У місті є 193 км велосипедних маршрутів (станом на січень 2019 року).
Основні шляхи:
- A1: Гданськ — Торунь — Лодзь — Ченстохова — Щецин (державний кордон)
- A2: Сьвецько (державний кордон) — Познань — Лодзь — Варшава
- S8: Вроцлав — Серадз — Лодзь — Пйотркув Трибунальський — Варшава — Білосток
- S14: Пабяніце — Костянтинув Лодзький — Александрув Лодзький — Згеж
- DK14: Лович — Стрикув — Лодзь — Здунська Воля — Серадзь — Злочев — Валіхнови
- DK72: Конін — Турек — Поддембіце — Лодзь — Бжежіни — Рава Мазовецька
- DK91: Гданськ — Тчев — Торунь — Лодзь — Пйотркув Трибунальський — Радомсько — Ченстохова

#### Аеропорт
У Лодзі є міжнародний аеропорт: Аеропорт Лодзь імені Владислава Реймонта, розташований за 6 км від центру міста. Авіарейси з Міжнародного аеропорту Владислава Реймонта пов'язують Лодзь і Лодзьке воєводство з кількома європейськими містами (Мюнхен, Амстердам, Прага, Лондон, Дублін, Единбург), також із Туреччиною. 2014 року аеропорт обслужив 253 772 пасажири. У 2013 р. посів 8-е місце серед аеропортів Польщі за пасажиропотоком.

#### Громадський транспорт

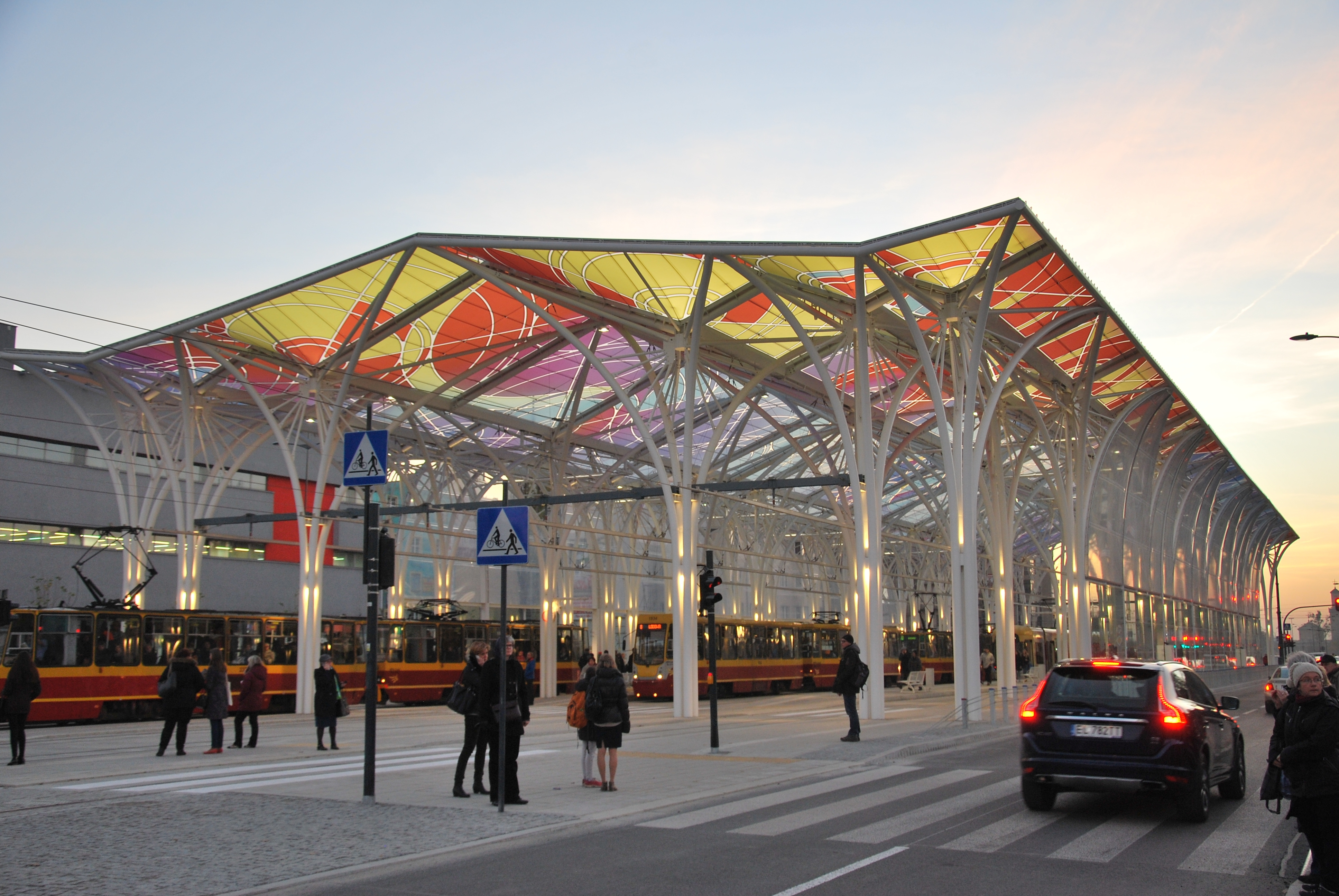
Piotrkowska Centrum, серед мешканців відома як «Стайня Єдинорогів»

Муніципальне транспортне підприємство — Лодзь (Miejskie Przedsiębiorstwo Komunikacyjne — Łódź), що належить міській владі Лодзі, відповідає за експлуатацію 58 автобусних і 19 трамвайних маршрутів.

#### Залізниця
У Лодзі є низка міжміських та місцевих залізничних станцій. У місті є дві головні станції, але без прямого залізничного сполучення між ними — спадок планування залізничної мережі XIX століття. Спочатку збудована у 1866 році, розташована в центрі Łódź Fabryczna була кінцевою станцією для гілки Варшава-Віденська залізниця тоді як Łódź Kaliska була побудована понад тридцять років потому на центральній ділянці залізниці Варшава-Kalisz. З цієї причини більшість міжміських поїздів і сьогодні проходить через станцію Łódź Kaliska, попри відносну віддаленість від центру міста, а Łódź Fabryczna служить головним чином кінцевою станцією для поїздів до Варшави. Ситуація буде виправлена в після будівництва тунелю, що з'єднує обидва, який, ймовірно, стане головним залізничним вузлом Польщі в Лодзі. Тунель додатково обслуговуватиме Łódzka Kolej Aglomeracyjna, яку ЗМІ та місцева влада назвали Лодзьке метро. На лінії метро мають бути побудовані дві нові станції, одна для потреб комплексу «Manufaktura», а інша — в районі вулиці Пйотрковської.
У грудні 2016 року, через кілька років після знесення старої будівлі станції Łódź Fabryczna, було відкрито нову станцію метро. Вона вважається найбільшою та найсучаснішою з усіх залізничних вокзалів у Польщі та призначена для забезпечення збільшення трафіку після будівництва тунелю. Вона також слугує мультимодальним транспортним вузлом з підземною міжміською автобусною станцією та інтегрована з новою транспортною розв'язкою, таксі та місцевими трамваями і автобусами. Будівництво нової станції Łódź Fabryczna було частиною ширшого проєкту оновлення міста, відомого як «Nowe Centrum Łodzi» («Новий центр Лодзі»).
Третім за величиною залізничним вокзалом у Лодзі є Łódź Widzew. Також у місті є багато інших станцій та зупинок, багато з яких оновлено в рамках проєкту приміської залізниці Łódzka Kolej Aglomeracyjna. Залізничне сполучення, засноване як частина великої регіональної модернізації залізниць і належить Лодзинському воєводству, працює на маршрутах до Кутно, Серадз, Скерневиці, Лович, а в окремі дні до Варшави, з планами подальшого розширення після будівництва тунелю.

## Культура

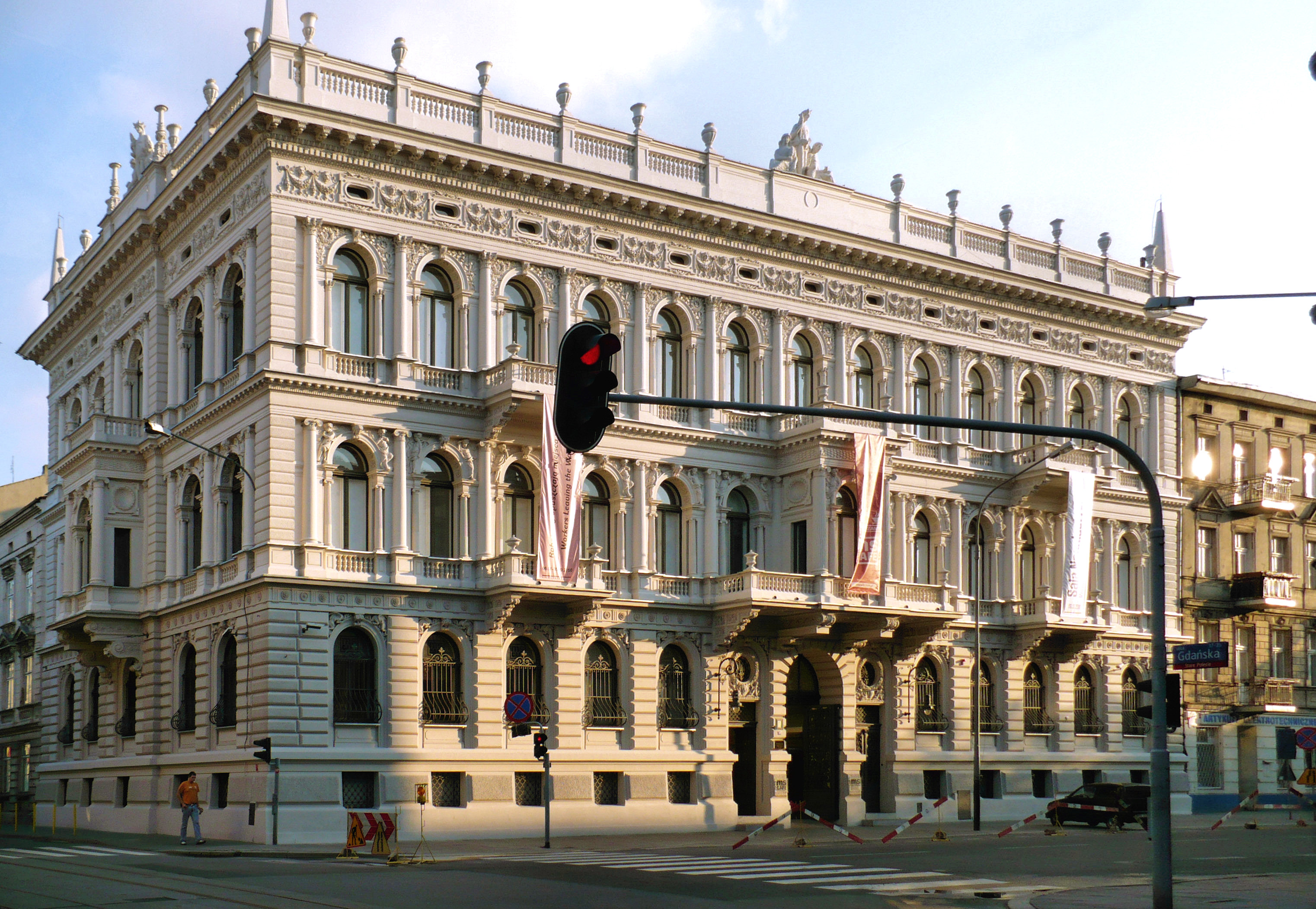
Музей мистецтв у Лодзі, головний заклад культури міста

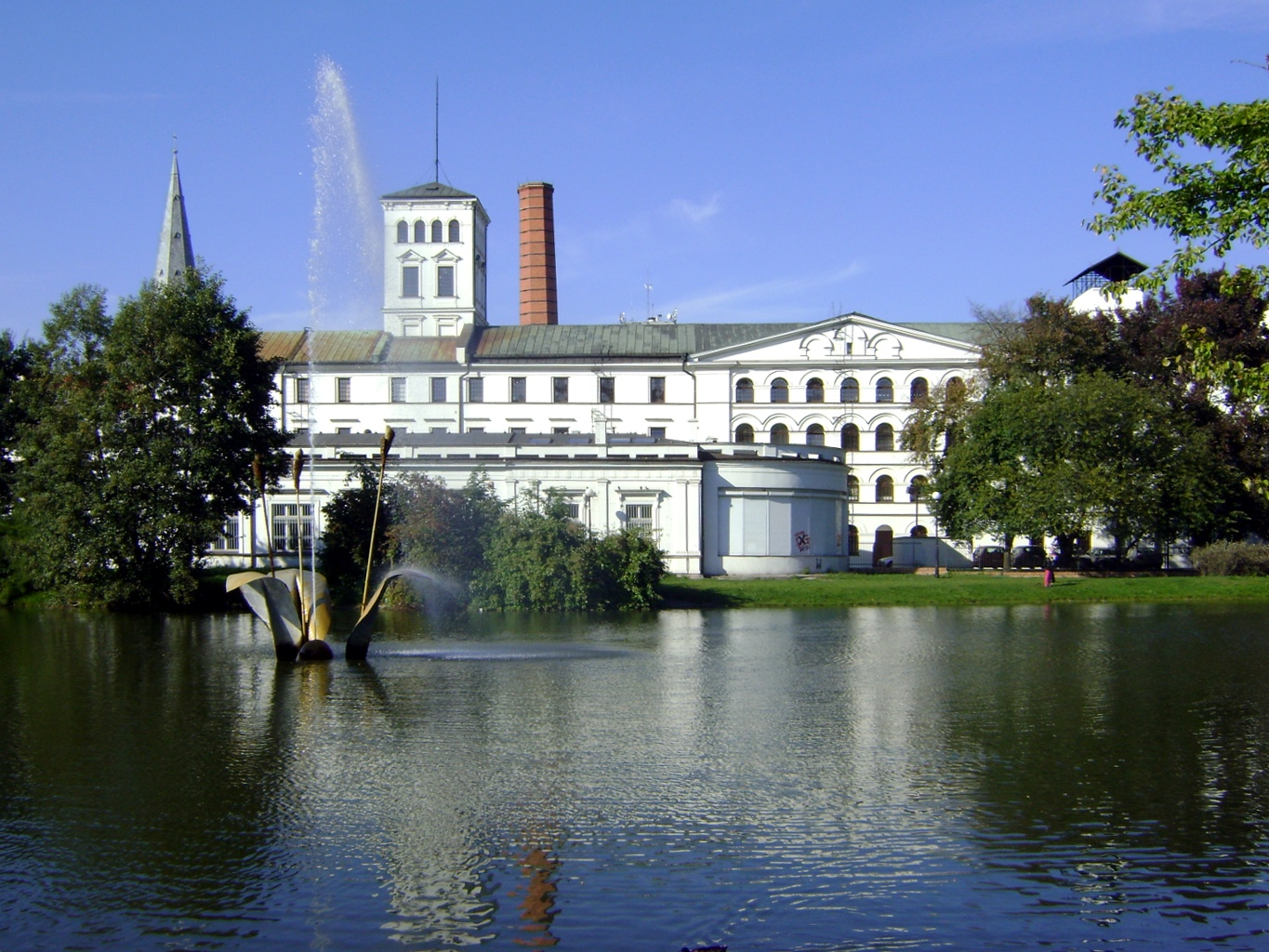
Центральний музей текстилю розташований у Білій фабриці Людвіка Гейєра

Місто є головним центром кінопродукції у Польщі. Тут відбувається міжнародний Фестиваль діалогу чотирьох культур (польської, російської, німецької та єврейської).

### Лодзь у літературі та кіно
Три великі романи описують розвиток промислової Лодзі: Владислав Реймонт «Земля обітована» (1898), Йозеф Рот «Hotel Savoy» (1924) та Ізраїль Джошуа Сінгер Брати Ашкеназі (1937). Роман Рота зображує місто напередодні бунту робітників у 1919 році. Роман Реймонта був екранізований у фільмі «Земля обітована» Анджея Вайди у 1975 році. У фільмі 1990 року «Europa Europa», сім'я Соломона Перела тікає з Берліна перед Другою світовою війною і оселяється в Лодзі. Сцени фільму Девіда Лінча 2006 року Внутрішня імперія були зняті в Лодзі. Фільм Paweł Pawlikowski Ida частково знятий у Лодзі. Розділи серій альтернативної історії Гаррі Тертлдова Worldwar відбуваються в Лодзі, а в альтернативному серіалі John Birmingham Axis of Time (історична трилогія), Лодзь набуває сумної історичної слави, ставши першим містом, знищеним атомною бомбою, коли СРСР знищує місто 5 червня 1944 року. Трилогія Чави Розенфарба на ідиші «Дерево життя» (1972) зображує життя в Лодзинському гетто.

### Спорт

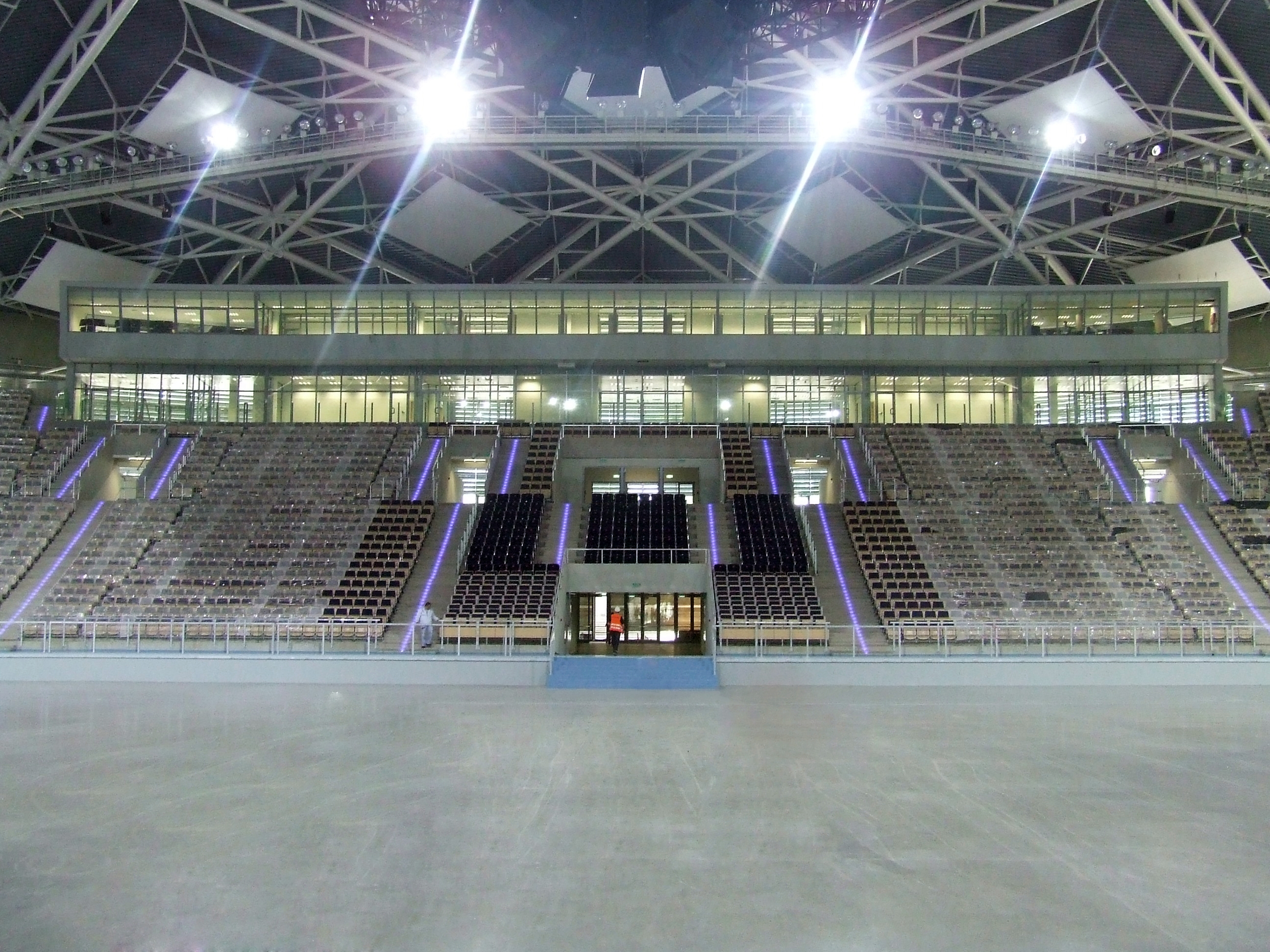
Атлас Арена в Лодзі

Місто має досвід організації міжнародних спортивних заходів, таких як Євробаскет 2009 Євробаскет-жінки 2011, Чемпіонат світу з волейболу FIVB серед чоловіків 2014 та Чемпіонат світу FIFA U-20 2019, відкриття та фінал останнього відбулися на Stadion Widzewa. У Лодзі також пройдуть шості Європейські університетські ігри у 2022 році
За часів комунізму клуби були звичайними для участі в різних видах спорту для будь-якого віку та статі. Багато з цих традиційних клубів збереглося і сьогодні. Спочатку вони належали безпосередньо державному органу, але тепер ними самостійно керують клуби або приватні компанії. Проте вони отримують державну підтримку за рахунок дешевої оренди землі та інших субсидій від міста. Деякі з їхніх секцій стали професійними і відокремилися від клубів як приватні компанії. Наприклад, Budowlani S.A є приватною компанією, яка володіє єдиною професійною командою з регбі в Лодзі, а Klub Sportowy Budowlani залишається громадським аматорським клубом.
- Budowlani Łódź — регбі (шість разів чемпіон Польщі), хокей, боротьба, волейбол
- ŁKS Łódź — асоціація з футболу (двічі чемпіони Польщі), баскетбол (чемпіони Польщі 1953), волейбол (двічі чемпіони Польщі), гандбол, бокс
- SMS Łódź[122] — асоціація з футболу, волейболу, баскетболу
- KS Społem Łódź — дорожні велогонки та велосипед на треку
- SKS Start Łódź[123] — футбол, плавання
- Widzew Łódź — асоціація з футболу (чотириразові чемпіони Польщі, півфіналісти Кубок Європи 1982–83)

В Ekstraklasa польського пляжного футболу у Лодзі є три професійні клуби: Grembach, KP Łódź та BSCC.
Фестивалі
Щороку у Лодзі проходить низка фестивалів. Серед найвідоміших, зокрема, фестиваль «Лодзь чотирьох культур», Літня академія джазу, Міжнародний фестиваль коміксів та ігор, Міжнародний фестиваль дизайну, Міжнародний фестиваль фотографії та інші.
Театри
Зародження та становлення професійного театру у Лодзі розпочалося в другій половині XIX століття. Першими постійними театрами Лодзі були: театр «Вікторія», театри підприємця та кондитера Фридерика Селліна — «Аполлон» та «Великий театр», а також «Талія», який орієнтувався на німецькомовну спільноту міста.
До сучасних театрів Лодзі належать: театр ім. Стефана Ярача, Великий театр, театр «Повшехни», Новий театр ім. Казімєжа Деймека та інші. Більшість з них були засновані в середині-другій половині XX ст.

### Експо садівництва 2029
Лодзь подав заявку на Specialized Expo 2022/2023, але програв Буенос-Айресу, Аргентина.
У 2024 році в Лодзі планувалося провести Horticultural Expo. Однак численні заходи Expo були відкладені через Пандемія COVID-19, серед яких Виставка садівництва в Досі, Катар з 22.2021 по 23.24. У результаті виставку садівництва в Лодзі було перенесено на 2029 рік, щоб дотримуватись необхідного інтервалу часу між ними.

## Музеї
- Художній музей — унікальна колекція сучасного мистецтва європейського масштабу, починаючи з 30-х років XX століття;
- Центральний музей ткацтва — найбільша колекція текстильного мистецтва (в історичній будівлі Білої фабрики Людвіка Ґеєра);
- Музей міста Лодзь — в палаці Ізраеля Познанського;
- Музей археології та етнографії — пам'ятки регіону і унікальна нумізматична колекція;
- Музей кінематографії — представлено історичне кіноустаткування, реквізит з відомих кінофільмів і ляльки з польських мультфільмів (в палаці Кароля Шайблера).

## Наука і освіта
У місті 23 виші, серед них Лодзький університет, Політехніка Лодзька, Державна вища школа фільму, телебачення та театру.
Лодзь — процвітаючий центр академічного життя. Нині у Лодзі є три великі державні університети, шість вищих навчальних закладів, які працюють понад півстоліття, і низка менших вищих навчальних закладів. Серед вищих навчальних закладів з найбільшою кількістю студентів у Лодзі є:
- Університет Лодзі (UŁ — Uniwersytet Łódzki)
- Лодзинський технологічний університет (PŁ — Politechnika Łódzka)
- Лодзинський медичний університет (Uniwersytet Medyczny w Łodzi)
- Національна кіношкола в Лодзі (Państwowa Wyższa Szkoła Filmowa, Telewizyjna i Teatralna w Łodzi)
- Академія музики в Лодзі (Akademia Muzyczna im. Grażyny i Kiejstuta Bacewiczów w Łodzi)
- Академія образотворчого мистецтва в Лодзі (Akademia Sztuk Pięknych im. Wł. Strzemińskiego w Łodzi)

У загальному рейтингу державних вищих навчальних закладів Польщі за 2018 рік Лодзинський університет посів 20-те місце (6-те місце серед університетів), а Лодзинський технологічний університет — 12-те місце (6-те місце серед технічних університетів). Медичний університет у Лодзі посів 5-те місце серед польських медичних університетів. Провідні курси, які викладаються в Лодзі, включають адміністрацію (3 місце), право (4) та біологію (4)
У Лодзі також є низка приватних вищих навчальних закладів. Найбільшими з них є Університет соціальних наук (Społeczna Akademia Nauk) та Гуманітарно-економічний університет у Лодзі (Akademia Humanistyczno-Ekonomiczna w Łodzi). А Вища школа мистецтв та дизайну у Лодзі стала третім університетом в Польщі, де можна отримати диплом магістра мистецтв.
У рейтингу приватних університетів Польщі за 2018 рік перший посів 9-те місце, а другий — 23.

### Національна кіношкола в Лодзі
Національна вища школа кіно, телебачення та театру в Лодзі (Państwowa Wyższa Szkoła Filmowa, Telewizyjna i Teatralna im. Leona Schillera w Łodzi) є найпомітнішою академією для майбутніх акторів, режисерів, фотографів, операторів та телевізійників у Польщі. Він був заснований 8 березня 1948 року і його спочатку планувалося перенести до Варшави, як тільки місто буде відновлене після Варшавського повстання. Проте врешті школа залишилася в Лодзі і сьогодні є одним із найвідоміших вищих навчальних закладів міста.
Наприкінці Другої світової війни Лодзь залишилася єдиним великим польським містом, крім Кракова, яке війна не знищила. Створення Національної кіношколи надало Лодзі більшої ролі з культурної точки зору, яка до війни належала суто Варшаві та Кракову. Першими слухачами Школи є режисери Анджей Мунк, Анджей Вайда, Казімєж Карабаш (один із засновників так званої Чорної серії польського документального кіно) та Януш Моргенштерн, який наприкінці 1950-х уславився як один із засновників Польської кіношколи кінематографії.

## Парки і сади
У місті є ботанічний сад площею 75 гектарів.

## Кінематограф

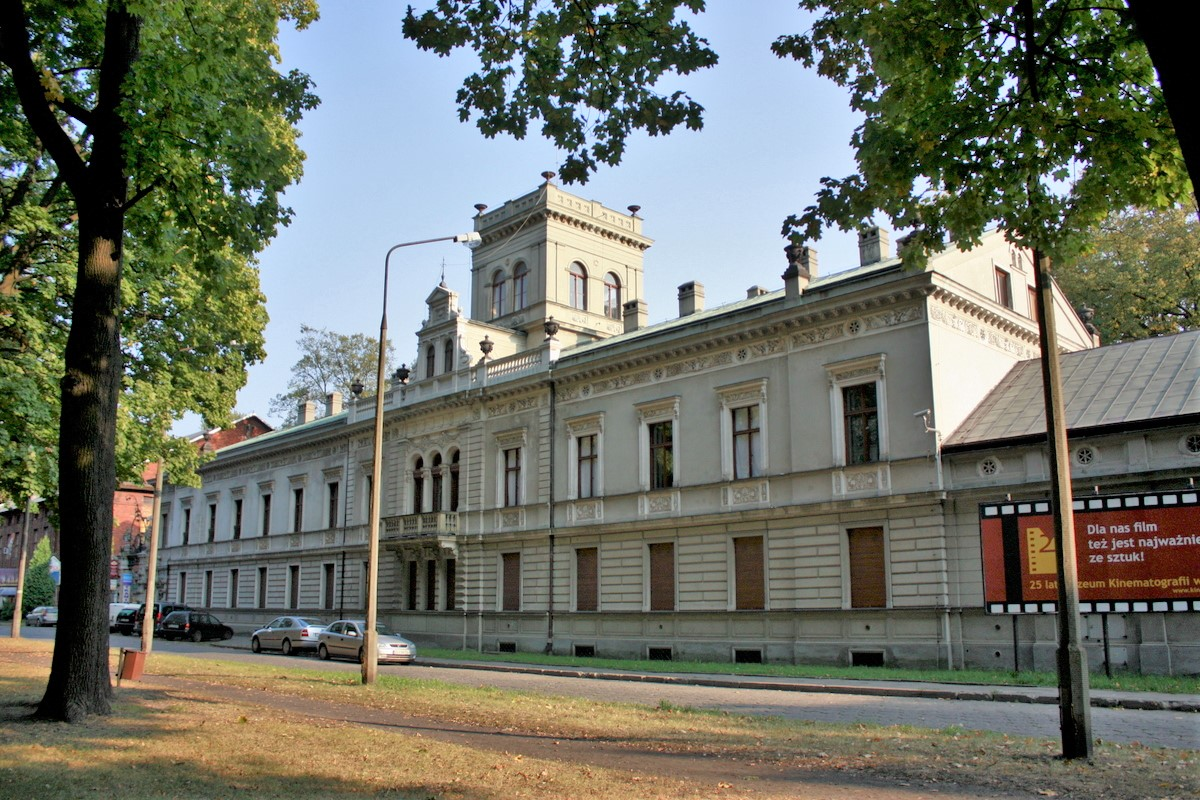
Музей кінематографії

Протягом багатьох років Лодзь вважалася столицею польського кінематографа. На території міста діяли кіностудії художніх, науково-популярних і мультиплікаційних фільмів, студій звукозапису та виробництва кінокопій. Саме тут було засновано першу в Польщі студію анімаційних фільмів «Се-ма-фор». Лодзь славиться всесвітньо відомою Вищою школою кінематографу, телебачення і театру.
28 травня 1998 року було встановлено першу зірку на Лодзькій Алеї зірок.
Крім того, Лодзь знане як місто з чудовою театральною традицією.

## Демографія
Демографічна структура станом на 31 березня 2011 року:
|          | Загалом | Допрацездатний вік | Працездатний вік | Постпрацездатний вік |
| -------- | ------- | ------------------ | ---------------- | -------------------- |
| Чоловіки | 331584  | 52791              | 236078           | 42715                |
| Жінки    | 397308  | 49947              | 229558           | 117803               |
| Разом    | 728892  | 102738             | 465636           | 160518               |

### Історія
За даними статистики Польщі, у Лодзі проживало 672 185 осіб, а густота населення становила 2292 особи на квадратний кілометр станом на грудень 2020 року. Приблизно 55,7 % жителів є працездатним (18—64 роки), що є значним зниженням з 64,1 % у 2010 році. За оцінками, 29,1 % мають післяробочий вік у порівнянні з 21,8 % десятьма роками раніше. 2020 року 54,39 % (365 500) усіх мешканців становили жінки. Лодзь має один із найвищих показників фемінізації серед великих міст Польщі, що є спадщиною промислового минулого міста, коли текстильні фабрики залучали велику кількість співробітників.
На своєму піку в 1988 році населення міста становило близько 854 000, однак звідтоді воно скоротилося через низький рівень народжуваності, зовнішньої міграції і нижчої тривалості життя, ніж в інших частинах Польщі. Лодзь була другим за величиною містом країни до 2007 року після Кракова, втративши свої позиції. Основною причиною цього був різкий перехід від планової до ринкової економіки після 1989 р. та внаслідок економічної кризи, але подальше економічне зростання не змінило тенденції. Депопуляція та старіння є головною перешкодою для майбутнього розвитку міста, створюючи навантаження на соціальну інфраструктуру та медичні послуги.
Історично Лодзь була багатонаціональною, а її різноманітне населення складалося з мігрантів з інших регіонів Європи. 1839 року приблизно 78 % усього населення становили німці або німецькомовне населення. Згідно з польським переписом 1931 року, загальне населення 604 тис. включало 375 тис. (59 %) поляків, 192 тис. (32 %) євреїв та 54 тис. (9 %) німців. До 1939 року єврейська меншина зросла до понад 200 тис. осіб.

## Українці в Лодзі
На православному цвинтарі в Лодзі знаходяться українські поховання: могила Іллі Ясінчука (1900—1980), сотника Армії УНР, згодом інженера, хіміка, викладача; поховання Зиновія Подушка (1887—1963), воїна Армії УНР, художника; могила Анни Кондратченко (псевдо «Ластівка»; пом. 1941), учасниці війни 1920 р., учительки; могила полковника Володимира Третякова (1882—1945), поховання полковника Володимира Немоловського (1892—1943), могила хорунжого Ткаченка, шофера отамана Симона Петлюри; поховання Марти Корнилецької (1898—1942) та її чоловіка Анатолія Корнилецького — театральних артистів, також військового театру УНР.

## Видатні лодзяни
Поряд із корінними жителями величезну роль у промисловому розвитку Лодзі зіграло приїждже населення. У другій половині XIX століття в Лодзі проживали поляки, німці, євреї, чехи, сілезці. Єврейське населення, понад 240 тисяч осіб, подарувало Лодзі найбільших фабрикантів, купців, банкірів, знаменитих архітекторів і письменників. З 2002 року в місті проводять Фестиваль чотирьох культур.
- Антонович Мирослав — працював у місцевому оперному театрі.
- Пйотр Фрончевський;
- Подушко Зиновій Григорович (1887—1963) — український художник.

### Уродженці
- Макс Фактор (1872—1938) — американський бізнесмен, засновник косметичної компанії «Max Factor»
- Тадеуш Міцинський (1873—1918) — польський письменник, поет, драматург
- Артур Рубінштейн (1887—1982) — польський піаніст єврейського походження, лауреат багатьох премій Греммі
- Юліан Тувім (1894—1953) — польський поет, перекладач і мовозванець
- Станіслава Лещинська (1898—1974) — польська акушерка Освенціма
- Абдулов Осип Наумович (1900—1953) — російський радянський актор театру і кіно
- Станіслав Мікульський (1929—2014) — польський актор
- Марек Белька (* 1952) — польський економіст, професор, політик і державний діяч.
- Олександр Гудзоватий (1938—2013) — польський підприємець.
- Збігнев Ненацький (1929—1994) — польський письменник.
- Адам Островський (нар. 1980) — польський хіп-хоп продюсер, репер, скрипаль.
- Анджей Сапковський (нар. 1948) — польський письменник-фантаст і публіцист.
- Анджей Бартков'як (* 1950) — американський кінооператор і кінорежисер
- Тадеуш Фанграт (1912—1993) — польський поет, сатирик, перекладач.

## Міста побратими
- Барейро (Португалія)
- Хемніц (Німеччина)
- Ліон (Франція)
- Мінськ (Білорусь)
- Мурсія (Іспанія)
- Еребру (Швеція)
- Пуебла (Мехіко)
- Руставі (Грузія)
- Штуттґарт (Німеччина)
- Сегед (Угорщина)
- Тампере (Фінляндія)
- Тель-Авів (Ізраїль)
- Тяньцзінь (КНР)
- Вільнюс (Литва)
- Львів (Україна)[147]
- Одеса (Україна)[148][149]